# Історія наготи

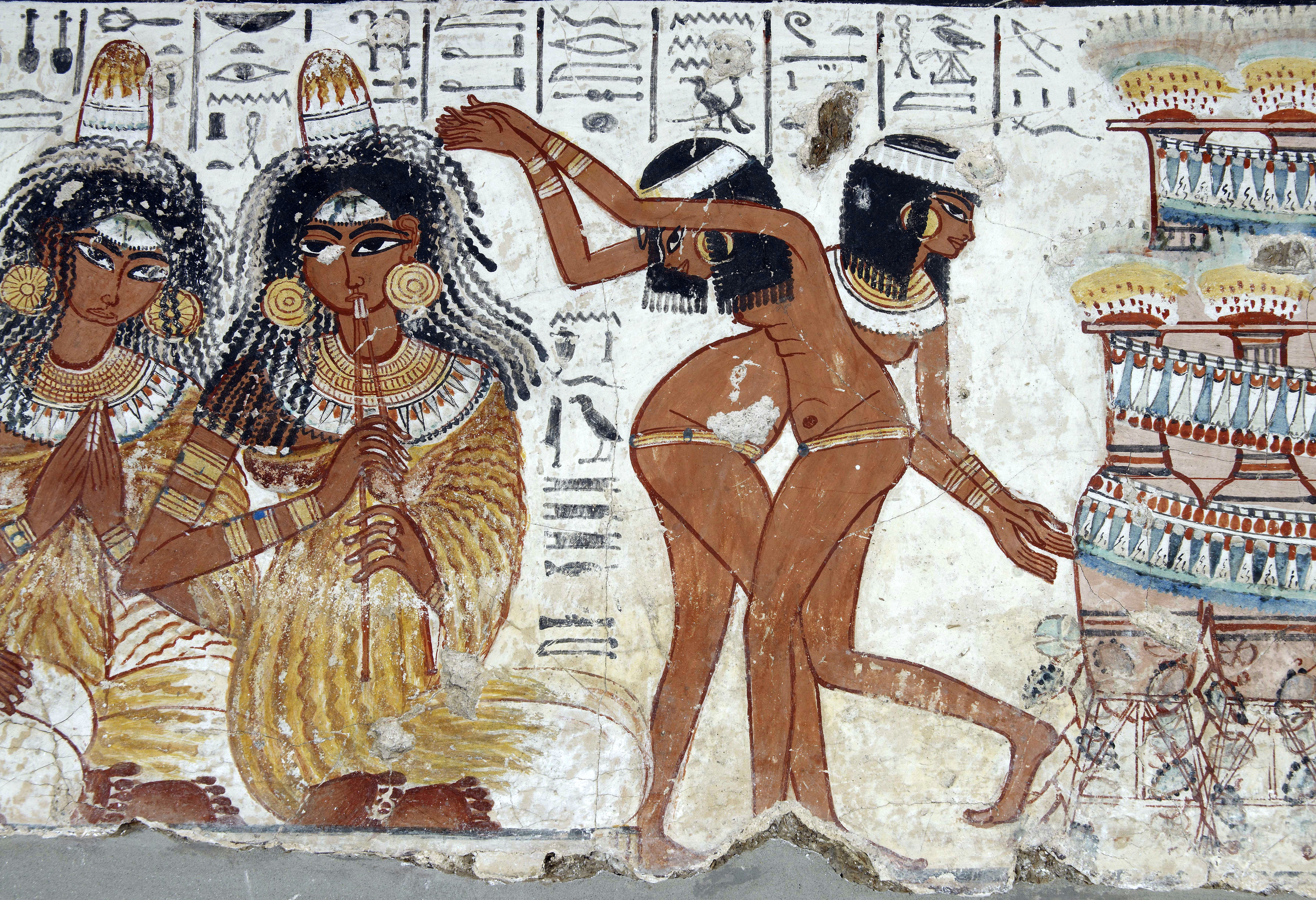
Жінки-артистки виступають на святі в Стародавньому Єгипті; танцюристи оголені, а музикант одягнений у типовий плісирований одяг, а також конус ароматизованого жиру поверх перуки, який повільно тане, випромінюючи дорогоцінні запахи; обидві групи носять великі прикраси, перуки та косметику; не носити взуття — гробниця Фів прибл. 1400 BCE.

Історія наготи включає суспільне ставлення до оголеного людського тіла в історії різних культур. Використання одягу для прикриття тіла є однією зі змін, що знаменують кінець неоліту та початок цивілізацій. Нагота (або майже повна нагота) традиційно була соціальною нормою як для чоловіків, так і для жінок у культурах мисливців-збирачів у теплому кліматі, і вона все ще поширена серед багатьох корінних народів. Необхідність прикривати тіло пов'язана з міграцією людей із тропіків у кліматичні зони, де одяг був потрібен як захист від сонця, спеки та пилу на Близькому Сході; або від холоду та дощу в Європі та Азії. Шкіра тварин та тканина уперше використовували як прикрасу, разом із модифікацією тіла, розписом тіла та ювелірними виробами, які спочатку винайшли для інших цілей, таких як магія, прикраса, культ чи престиж. Пізніше виявилося, що навички, використані для їх виготовлення, також були практичними.
У сучасних спільнотах все більшою рідкістю ставала повна оголеність у громадських місцях, оскільки оголеність стала асоціюватися з нижчим статусом. М'який середземноморський клімат допускав мінімум одягу, а в ряді стародавніх культур спортивна та/або культова нагота чоловіків і хлопчиків було природною концепцією. У Стародавній Греції нагота стала асоціюватися з досконалістю богів. У Стародавньому Римі повна нагота могла бути публічною ганьбою, хоча її можна було побачити в громадських лазнях або в еротичному мистецтві. У західному світі з поширенням християнства будь-які позитивні асоціації з оголеністю були замінені поняттями гріха та сорому. Хоча повторне відкриття грецьких ідеалів в епоху Відродження повернуло оголеності символічне значення в мистецтві, до вікторіанської епохи оголеність публічна вважалася непристойною. В Азії нагота в громадських місцях розглядалася як порушення суспільної пристойності, а не як гріх; швидше як сором, ніж ганьба. Проте в Японії аж до Реставрації Мейдзі спільне купання для чоловіків і жінок було цілком нормальним явищем.
У той час як вищі класи перетворили одяг на моду, ті, хто не міг собі дозволити інакше, продовжували плавати чи купатися відкрито у природних водоймах або часто милися в громадських лазнях протягом XIX століття. Прийняття публічної оголеності знову виникло наприкінці ХІХ та на початку ХХ століть. Філософські рухи, особливо в Німеччині, виступали проти зростання індустріалізації. Freikörperkultur («культура вільного тіла») символізувала повернення до природи та усунення сорому. У 1960-х роках натуризм перетворився з невеликої субкультури на частину загальної відмови від обмежень на презентацію тіла. Жінки відновили право на публіці відкривати свої груди, що було нормою до XVII століття. Ця тенденція продовжилася в більшості країн Європи, у парках і на пляжах було створено багато зон для необов'язкового одягу.
Через усі історичні зміни в розвинутих країнах культури тропічного клімату Африки на південь від Сахари та тропічних лісів Амазонки зберегли свої традиційні практики, частково або повністю оголені під час повсякденної діяльності.

## Передісторія

### Еволюція безволосих
Відносна безволосість homo sapiens вимагає біологічного пояснення, враховуючи, що хутро еволюціонувало, щоб захистити інших приматів від ультрафіолетового випромінювання, травм, ран і укусів комах. Багато пояснень включають переваги похолодання, коли ранні люди перемістилися з тінистого лісу у відкриту савану, що супроводжувалося зміною дієти з переважно вегетаріанської на полювання на дичину, що означало бігати на великі відстані за здобиччю. Інше пояснення полягає в тому, що хутро містить ектопаразитів, таких як кліщі, які стали б більшою проблемою, оскільки люди стали мисливцями, живучи великими групами з «домашньою базою». Однак це було б несумісним із великою кількістю паразитів, які продовжують існувати в решті ділянок людського волосся.
Яблонський і Чаплін стверджують, що ранні гомініди, як і сучасні шимпанзе, мали світлу шкіру, покриту темним хутром. З втратою хутра шкіра з високим вмістом меланіну незабаром перетворилася на захист від пошкодження ультрафіолетовим випромінюванням. Коли гомініди мігрували за межі тропіків, розвинувся різний ступінь депігментації, що дозволило індукований UVB синтез превітаміну D3.
Втрата волосся на тілі була фактором у кількох аспектах еволюції людини. Здатність розсіювати надлишок тепла тіла через еккринне потовиділення допомогла зробити можливим різке збільшення мозку, найбільш чутливого до температури органу. Нагота та інтелект також змусили розвинути невербальні сигнальні механізми, такі як почервоніння та міміка. Сигналізація була доповнена винаходом прикрас для тіла, які також виконували соціальну функцію визначення приналежності до групи.

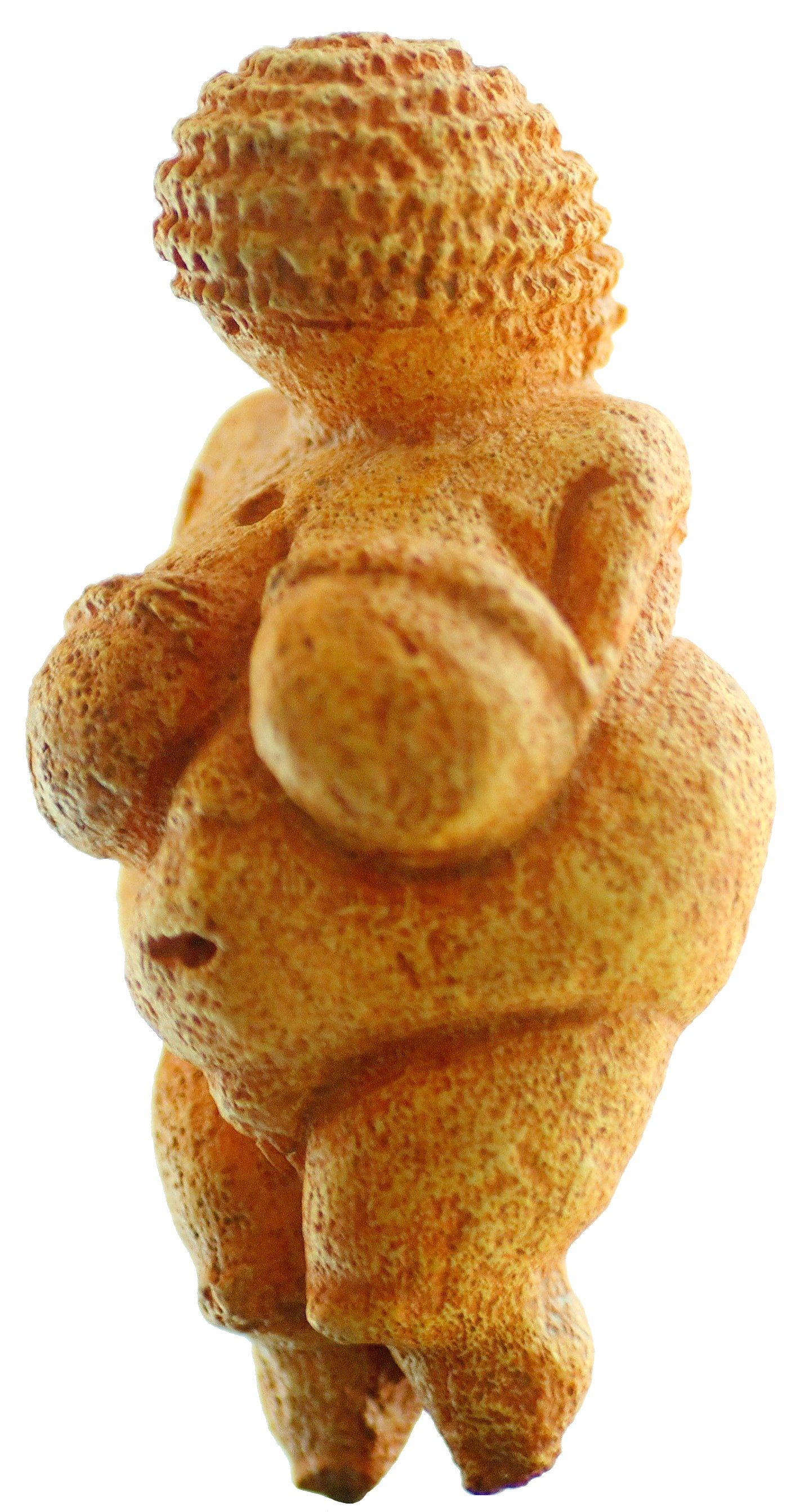
Віллендорфська Венера (Австрія) зроблена між 24 000 та 22 000 роками до нашої ери.

### Походження одягу
Вважається, що носіння одягу є поведінковою адаптацією, що виникає внаслідок потреби захисту від стихії; включаючи сонце (для депігментованих популяцій людей) і низькі температури, коли люди мігрували в холодніші регіони. Вважається, що анатомічно сучасна людина розвинулась 260 000—350 000 років тому. Генетичний аналіз показує, що платтяні воші відрізнялися від предків головних вошей принаймні 83 000 і, можливо, ще 170 000 років тому, що свідчить про те, що використання одягу, ймовірно, походить від анатомічно сучасних людей в Африці до їх міграції в холодніший клімат. Те, що зараз називається одягом, могло виникнути разом з іншими видами прикрас, включаючи ювелірні вироби, фарбу для тіла, татуювання та інші модифікації тіла, які «одягають» оголене тіло, не приховуючи його. Прикраси тіла є однією зі змін, які відбулися в пізньому палеоліті (40 000-60 000 років тому), які вказують на те, що люди стали не тільки анатомічно, але культурно і психологічно сучасними, здатними до саморефлексії та символічної взаємодії.

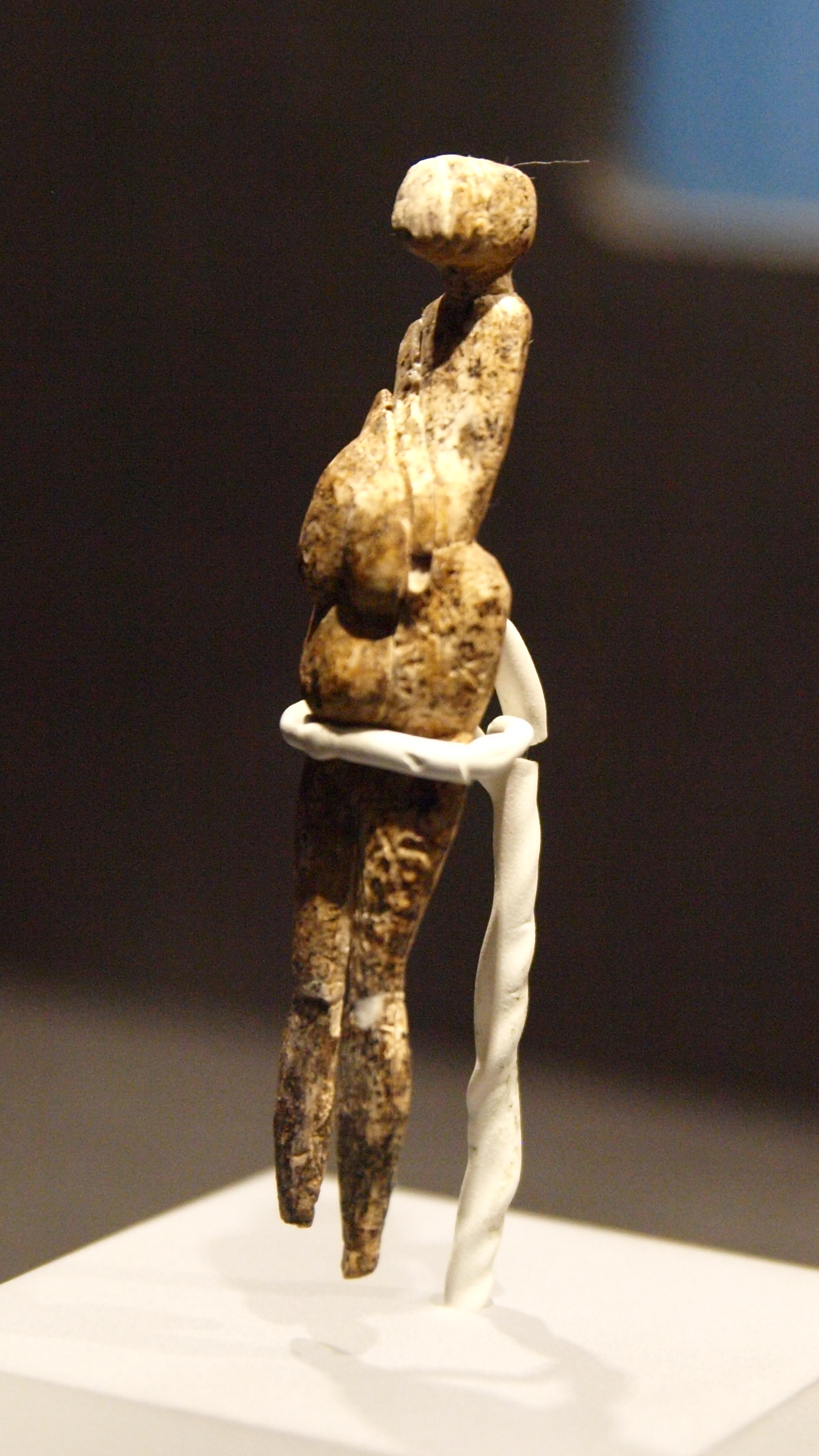
Статуетка зі слонової кістки мамонта з Ґаґаріно, Росія прибл. 23 000 тис. р.т.

Одним із ознак самоусвідомлення людини стала поява мистецтва. Найдавніші зображення людського тіла, що збереглися, включають невеликі фігурки, знайдені по всій Євразії, які зазвичай називають «Венерами», хоча деякі з них чоловічі, а інші неможливо ідентифікувати. У той час як найвідоміші страждають ожирінням, інші стрункі, але вказують на вагітність, яка узагальнено означає фертильність.

## Давня історія
Широке звичне використання одягу є однією зі змін, що знаменують кінець неоліту і початок цивілізації. Одяг і прикраси стали частиною символічної комунікації, яка позначала приналежність людини до суспільства. Таким чином, оголеність у повсякденному житті означала перебування на дні соціальної шкали, відсутність гідності та статусу. Однак звичайним явищем було зняття одягу під час роботи чи купання, а божеств і героїв могли зображувати оголеними, що символізувало родючість, силу чи чистоту. Деякі зображення були делікатно або відверто еротичними, зображуючи непристойні пози або сексуальну активність.

### Месопотамія
|                                                                                                  |
| Статуетка оголеного бородатого чоловіка (можливо, царя-жерця), період Урука, бл. 3300 р. до н.е. |

|                                                                      |
| Рельєф царя-героя Урука Гільгамеша, який бореться з "небесним биком" |

|                                                  |
| Вавилонська статуетка богині (Астарти або Іштар) |

|                                                                  |
| "Рельєф Бурнея", Перше Вавилонське царство (бл. 1800 р. до н.е.) |

У Месопотамії більшість людей мали один предмет одягу, як правило, лляну тканину, яку загортали та зав'язували навколо тіла. Не мати одягу означало перебувати в нижній частині соціальної шкали, бути боржником або рабом. У період Уруку було визнано необхідність функціональної та практичної оголеності під час виконання багатьох завдань, хоча оголеність робітників підкреслювала соціальну різницю між слугами та елітою, яка лишалася одягненою.
Скульптурні зображення наготи вказують на позитивні асоціації, зокрема на плодючість жінок з великими грудьми та широкими стегнами. Припущення сексуального сорому щодо наготи може ґрунтуватися на пізніших інтерпретаціях. Чоловіча нагота символізувала поразку в битві та смерть. Ідентичність богині, зображеної на рельєфі Берні, є темою для наукових дебатів, Ліліт, Іштар / Інанна чи Кілілі, її посланець, і Ерешкігаль.

### Єгипет
Для пересічної людини в Стародавньому Єгипті одяг мало змінився від його початку до Середнього царства. Як чоловіки, так і жінки нижчих класів зазвичай мали оголені груди та босі ноги, надягаючи навколо талії простий набедреник або спідницю. Раби могли не мати одягу. Слуги були голими або носили набедреники. Хоча геніталії дорослих зазвичай були прикриті, нагота в Стародавньому Єгипті не була порушенням будь-якої соціальної норми, а частіше умовністю, яка вказувала на брак багатства; ті, хто міг собі це дозволити, покривали тіло більше. Нагота вважалася природним станом. Під час виконання багатьох завдань робітники були голі, особливо якщо було жарко, брудно або мок. Це були селяни, рибалки, скотарі та ті, хто працює поблизу вогню чи печей.

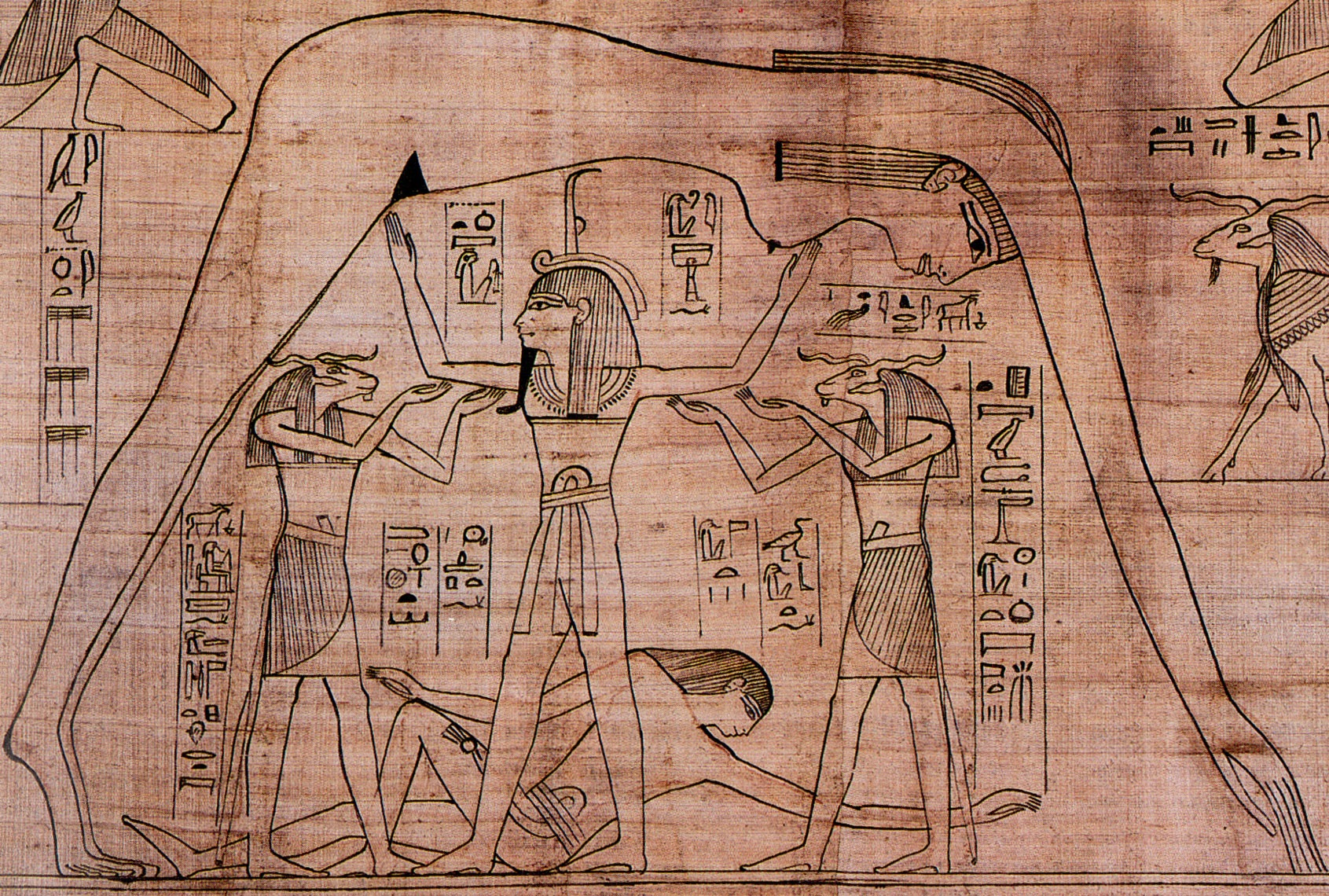
Богиня неба Нут зображена як оголена жінка, її тіло вигинається над лежачим богом землі Гебом, підтримуваним богом повітря Шу

Більшість чоловіків і жінок носили подібний одяг протягом Раннього царства (3150–2686 рр. до н. е.) і Стародавнього царства (2686—2180 рр. до н. е.). Звичайним одягом були спідниці-шенті, що утворилися від набедреників і нагадували сучасні кілти. Жінки вищих класів зазвичай носили kalasiris (καλάσιρις), сукню з вільного драпірування або напівпрозорого льону, яка доходила трохи вище або нижче грудей. Жінки-служниці та артистки на бенкетах були частково одягнені або голі. Діти до статевого дозрівання, приблизно у віці 12 років, могли бути без одягу. Статус дітей вищого класу демонструвався носінням прикрас, а не одягу. Народжуючись голими, люди також були голими в загробному житті (хоча в нових тілах на розквіті сил).

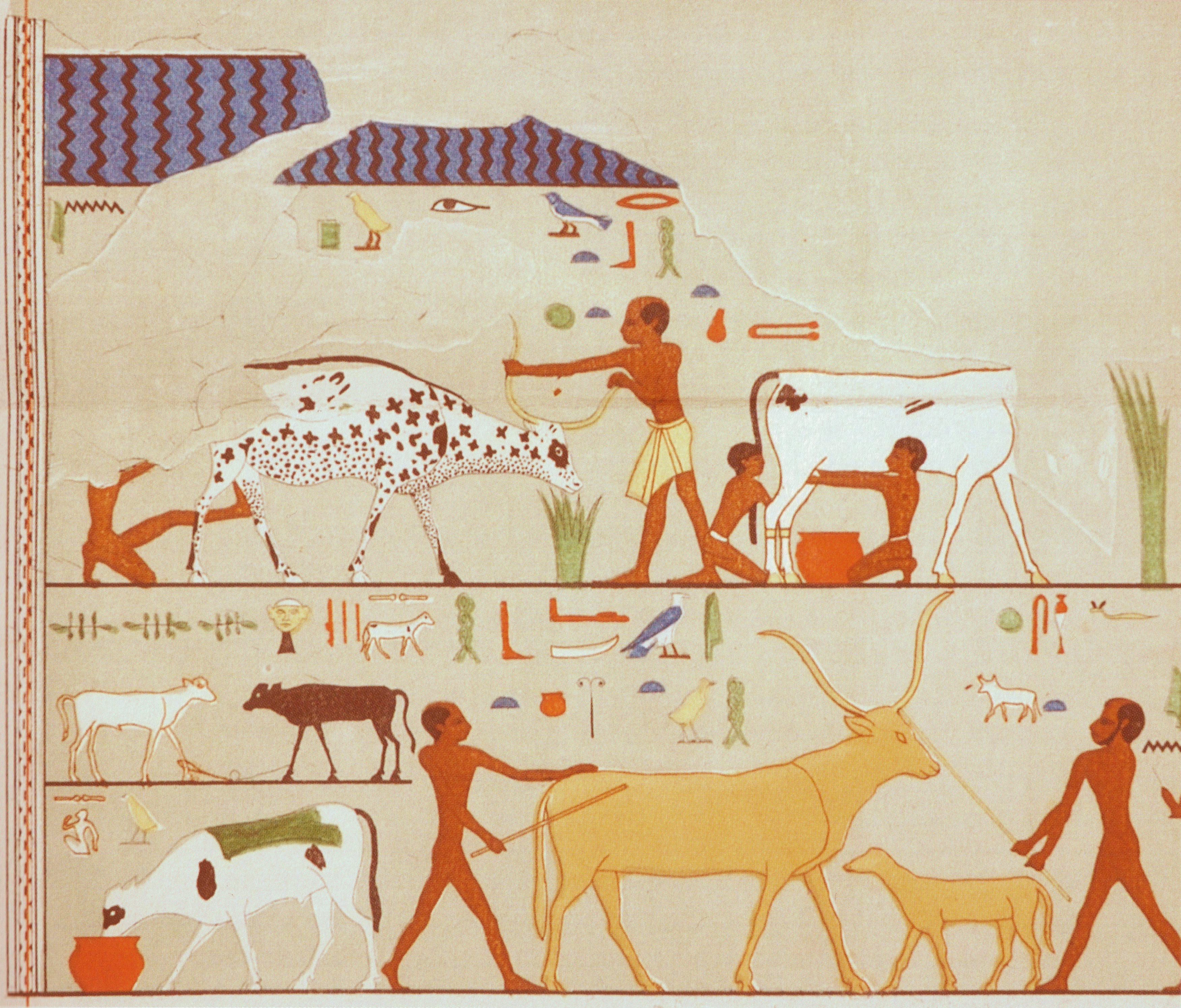
Сцени, написані на білій штукатурці, П'ята династія (приблизно 2500—2300 рр. до н. е.), некрополь Абусір, Єгипет

У Перший перехідний період (2181—2055 рр. до н. е.) і Середнє царство (2055—1650 рр. до н. е.) одяг для більшості людей лишався незмінним, але мода для вищих класів стала більш складною. Під час другого перехідного періоду (1650—1550 рр. до н. е.) частини Єгипту контролювали нубійці та гіксоси. Під час короткого Нового царства (1550—1069 рр. до н. е.) єгиптяни відновили контроль над країною. Жінки вищого класу носили вишукані сукні та прикраси, які прикривали їхні груди. Ті, хто служив у домогосподарствах заможних, також почали носити більш витончений одяг. Ці пізніші стилі часто показують у кіно та на телебаченні як символи стародавнього Єгипту в усі періоди.

### Егейська цивілізація
|                            |
| Фреска з Кносського палацу |

|                                                                                          |
| Мінойські юнаки боксують оголеними, але з поясом (фреска на грецькому острові Санторіні) |

У деяких стародавніх середземноморських культурах, які навіть далеко минули стадію мисливців-збирачів, спортивна та/або культова нагота чоловіків і хлопчиків — і рідко жінок і дівчаток — була природною концепцією. Мінойська цивілізація цінувала атлетизм, улюбленим заняттям був стрибок бика. І чоловіки, і жінки брали участь ів іграх лише в набедренику. Повсякденний одяг для чоловіків був, як правило, з відкритим грудьми, тоді як жінки носили сукню з відкритим передом.

### Греція
|                                                                     |
| "Курос" (κοῦρος), архаїчне зображення ідеального оголеного чоловіка |

|                                  |
| Приклад кнідського типу Афродіти |

|                                                                                                   |
| Три молоді жінки купаються. Сторона B з аттичного червонофігурного стамноса, 440—430 рр. до н. е. |

|                                                   |
| Дискоболос Мирона V століття в Британському музеї |

У Стародавній Греції чоловіча нагота вшановувалася більшою мірою, ніж будь-яка культура до чи після неї. Гесіод, автор поеми «Теогонія», яка описує походження та генеалогію грецьких богів у давньогрецькій релігії, запропонував селянам «Сійте нагими, і оріте нагими, і жніть нагими, якщо хочете зібрати всі плоди Деметри у свій час». Статус свободи, чоловічої статі, привілеїв і фізичних чеснот було підтверджено шляхом відмови від повсякденного одягу заради спортивної оголеності. Нагота стала ритуальним костюмом через асоціацію оголеного тіла з красою і силою богів. Оголена жінка з'явилася як предмет мистецтва в V столітті до нашої ери, ілюструючи історії про жінок під час купелі як у приміщенні, так і на вулиці. Пасивні образи відображали нерівний статус жінки в суспільстві порівняно з атлетичними та героїчними образами оголених чоловіків. У Спарті в класичний період жінки також займалися легкою атлетикою. Вчені не погоджуються, чи вони також змагалися голими, те саме слово (gymnosis, γύμνωσις: голий або легко одягнений) використовувався для опису повсякденної практики. Жінки могли брати участь у певних змаганнях, таких як біг або боротьба, що відповідало потребі розвитку витривалості. Існує інша думка, що спартанські жінки в класичний період були голими лише для певних релігійних і церемоніальних цілей. В елліністичний період спартанські жінки тренувалися з чоловіками та брали участь у більш спортивних змаганнях. Однак, на відміну від пізніших римських лазень, в елліністичній Греції були розділені за статтю.
Стародавня Греція мала особливе захоплення естетикою, що також відбивалося на одязі або його відсутності. У Спарті були суворі правила навчання (agoge, ἀγωγή) і фізичні вправи проводилися голими. Спортсмени змагалися голими на публічних спортивних змаганнях. Спартанки, як і чоловіки, іноді були голими на публічних процесіях і фестивалях. Ця практика була розроблена, щоб заохочувати чесноти в чоловіках, поки вони перебувають на війні, і цінувати здоров'я у жінок. У скульптурі класичного періоду жінки та богині зазвичай зображувалися одягненими, за винятком оголеної Афродіти.
Загалом, однак, поняття сорому чи образи чи соціального комфорту особи, здається, були факторами стримування публічної оголеності в решті Греції та в стародавньому світі на сході та заході, за винятком території, що зараз є Південню Америкою, в Африці та Австралії. Полібій стверджує, що кельти зазвичай билися голими: «Поява цих оголених воїнів була жахливим видовищем, тому що всі вони були людьми чудової статури і в розквіті сил».
У грецькій культурі зображення еротичної наготи вважалися нормальним явищем. Греки усвідомлювали виняткову природу своєї наготи, зазначаючи, що «загалом у країнах, підвладних варварам, звичай вважається нечесним; любителі юнаків поділяють злу славу, якою користуються філософія та оголені види спорту, оскільки вони ворожі до тиранії».
Походження наготи в давньогрецькому спорті є предметом легенди про атлета Орсіппа з Мегари.

### Рим
Грецькі традиції не були збережені в пізнішій етруський і римській атлетиці, оскільки її публічне оголення стало асоціюватися з гомоеротизмом. Рання римська мужність включала святенництво та параною щодо жіночності. Тога була необхідна для позначення статусу і звання громадянин чоловіча стать Римської республіки (509-27 рр. до н. е.). Поет Енніус проголосив: «виставлення оголених тіл напоказ громадянам — це початок суспільної ганьби». Цицерон підтримав слова Еннія. В Римській імперії (27 р. до н. е. — 476 р. н. е.) статус вищих класів був таким, що публічна нагота не хвилювала чоловіків, а жінок лише в тому випадку, якщо їх бачили вищі особи. У громадських римських лазнях (thermae), які виконували соціальні функції, подібні до сучасних пляжів, купання в оголеному вигляді, можливо, було нормою аж до IV століття нашої ери. Євреї в греко-римський період дотримувалися негативного ставлення до наготи, як до спокуси до незаконного сексуального життя, так і до відволікання від святого життя.
Ставлення давніх римлян до чоловічої наготи відрізнялося від ставлення греків, чий ідеал чоловічої досконалості виражався оголеним чоловічим тілом у мистецтві та в таких реальних місцях, як атлетичні змагання. Тога, навпаки, виділяла тіло дорослого громадянина Риму чоловічої статі. Поет Енній (прибл. 239–169 до н.е.) проголосив, що «оголення оголених тіл серед громадян є початком публічної ганьби» (flagitium), настрої, які повторює Цицерон.
Нагота в громадських місцях може бути образливою або несмачною навіть у традиційних умовах; Цицерон висміює Марка Антонія як недостойного за те, що він з'явився майже оголеним як учасник свята Луперкалій, хоча це було обов'язково за ритуалом. Негативні конотації наготи включали поразку у війні, оскільки полонених роздягали і продавали в рабство. Рабів на продаж часто виставляли голими, щоб дозволити покупцям оглянути їх на наявність дефектів і символізувати відсутність у них права контролювати власне тіло. Несхвалення наготи було не стільки справою спроби придушити невідповідне сексуальне бажання, скільки питанням гідності та позначення тіла громадянина. Таким чином retiarius, тип гладіатора, який бився з відкритим обличчям і тілом, вважався нечоловічим. Вплив грецького мистецтва, однак, призвів до «героїчних» зображень оголених римських людей і богів, практика, яка почалася в ІІ столітті до нашої ери. Коли статуї римських полководців, оголених у манері елліністичних правителів, почали виставляти вперше, вони були шокуючими — не просто тому, що вони оголювали чоловічу фігуру, а тому, що вони викликали поняття королівської влади та божественності, які суперечили республіканським ідеалам громадянства, як вони втілювалися тогою. У мистецтві, створеному за часів Августа Цезаря, прийняття елліністичного та неоаттичного стилів призвело до більш складного позначення чоловічого тіла, зображеного голим, частково голим або одягненим у анатомічну кірасу. Римляни, які брали участь в Олімпійських іграх, імовірно, дотримувалися грецького звичаю бути голими, але спортивна оголеність у Римі датується по-різному, можливо, ще з появою ігор у грецькому стилі у ІІ столітті до нашої ери, але, можливо, не регулярно до часів Нерона близько 60 року нашої ери.
| |
| Римська неоаттична стела із зображенням воїна у м'язовій кірасі, що ідеалізує чоловічу форму без оголеності |

|                                               |
| Оголені богині на августинському Вівтарі Миру |

|                                                                   |
| Жінка носить строфію під час сексу (Каса-дель-Сентенаріо, Помпеї) |

При цьому фалос зображувався повсюдно. Фалічний амулет, відомий як fascinum (від якого зрештою походить англійське слово «fascinate») мав силу відлякувати пристріт та інші зловмисні надприродні сили. Він часто зустрічається в археологічних залишках Помпеї у формі tintinnabula (дзвони) та інші предмети, наприклад лампи. Фалос також є визначальною характеристикою імпортованого грецького бога Пріапа, статую якого використовували як «страшило» в садах. Ерегований і дуже великий пеніс, викликав сміх, був гротескним або апотропеїчним. Римське мистецтво регулярно показує наготу в міфологічних сценах, а відверто сексуальне мистецтво з'являлося на звичайних предметах, таких як посудини, лампи та дзеркала, а також серед колекцій мистецтва багатих будинків.
Поважних римських жінок зображували одягненими. Однак часткова оголеність богинь у римському імперському мистецтві може підкреслювати груди як гідні, але приємні зображення виховання, достатку та спокою. Вважалося, що повністю оголене жіноче тіло, зображене на скульптурі, втілює універсальну концепцію Венери, відповідником якої є богиня Афродіта, яку найчастіше зображують голою в грецькому мистецтві. До І століття нашої ери римське мистецтво демонструвало широкий інтерес до оголеної жінки, яка займалася різними видами діяльності, включаючи секс.
Еротичне мистецтво, знайдене в Помпеях і Геркуланумі, може зображувати жінок, які виконують статеві акти оголеними або часто в strophium (бюстгальтер без бретелей), який закриває груди, навіть якщо інші частини тіла оголені. Латинська література описує повій, які показувалися оголеними біля входу в свої борделі або одягнені в прозорий шовковий одяг.
Демонстрація жіночого тіла робила його вразливим. Варрон подумав, що латинське слово, що означає «зір, погляд», visus, було етимологічно пов'язане з vis, «сила». Зв'язок між visus і vis, за його словами, також передбачало можливість насильства, так само як Актеон, дивлячись на оголену Діану, образив богиню.
Одним винятком із публічної наготи були thermae (громадські лазні), хоча ставлення до оголеного купання також змінювалося з часом. У ІІ столітті до нашої ери Катон вважав за краще не купатися в присутності свого сина, і Плутарх має на увазі, що для римлян тих ранніх часів вважалося ганебним для зрілих чоловіків оголювати своє тіло перед молодшими чоловіками. Пізніше, однак, чоловіки та жінки могли навіть купатися разом. Деякі еллінізовані або романізовані євреї вдавалися до епіспазму, хірургічної процедури відновлення крайньої плоті «заради пристойності». У Палестині євреї вороже ставилися до римських лазень, крім проблеми наготи. Інший виняток щодо жіночої наготи був під час певних свят, таких як Венералії, які включали ритуальну наготу.

### Індія
Приблизно з 300 року до нашої ери індійські містики використовували оголений аскетизм, щоб відкинути мирські прихильності.

### Китай
У більшій частині Азії традиційний одяг покриває все тіло, подібно до західного одягу. В оповіданнях, написаних у Китаї ще в IV столітті до нашої ери, нагота представлена як образа людської гідності, що відображає віру в те, що «людськість» у китайському суспільстві не є вродженою, а набувається правильною поведінкою. Однак нагота також може бути використана особою, щоб висловити зневагу до інших у їхній присутності. В інших історіях нагота жінки, що випромінює силу Інь, могла звести нанівець Ян агресивних сил.

### Пізня античність
Падіння Західної Римської імперії ознаменувало багато соціальних змін, у тому числі появу християнства. Ранні християни, як правило, успадкували норми одягу з єврейських традицій, за винятком адамитів, невідомої християнської секти в Північній Африці, що походить з ІІ століття, яка відправляла богослужіння в оголеному вигляді, стверджуючи, що відновила невинність Адама. Трансформація європейської культури протягом наступних століть не була єдиним процесом. Концепції індивідуальності та приватності з'являлися в контексті міст, кожне з яких було окремим світом. На відміну від сучасного міста, міське життя пізньої античності не було анонімним для еліти, а залежало від суспільної репутації, яка формувалася після народження в сім'ї вищого класу. Підтримка соціальної дистанції між «небагатьма добре народженими» та нижчими людьми мала першочергове значення. Для чоловіків збереження цієї переваги включало сексуальне домінування, засноване на страху жіночності або емоційної залежності, але без урахування сексуальної орієнтації. Хоча одяг був ознакою статусу в багатьох громадських ситуаціях, нагота в громадських лазнях була повсякденним досвідом, де вищі класи зберігали свою соціальну відмінність незалежно від того, чи були вони голі чи одягнені.
Саме утвердження християнської церкви як державної релігії зробило одяг необхідною ознакою статусу людини в суспільстві та відносини до імператора.
Протягом перших століть після падіння Західної Римської імперії, хоча навернення до християнства прогресувало, язичницькі вірування щодо тіла та сексуальної поведінки залишалися. Германські народи Європи жили великими родинами, що включали кілька поколінь, а також слуг і рабів у великих дерев'яних будинках. Спали всі разом голі біля спільного вогнища.
У пізньому Середньовіччі, починаючи з періоду Каролінгів, і чоловіки, і жінки одягалися з голови до ніг, залишаючись оголеними лише тоді, коли вони плавали, милися або спали. Римські лазні продовжували використовувати навіть у монастирях, але частіше їх призначали для хворих. Люди купалися в річках і купалися в гарячих джерелах, Карл Великий робив це в Екс-ан-Провансі з аж сотнею гостей. Під час деяких язичницьких церемоній молода дівчина чи жінка повністю роздягалася, щоб викликати родючість полів. Однак дотик до жінки втручається в цей життєвий процес і забороняється. Нагота була священною для язичників як частина продовження роду, тому асоціювалася лише зі сексом.
Ранньохристиянський погляд сильно відрізнявся від язичницького, заснованого на людському тілі як творінні Бога. До початку восьмого століття Хрещення здійснювалося повним зануренням і без одягу у восьмикутній чаші, прибудованій до кожного собору. Навернені народжувалися заново, тому ранні християни пов'язували наготу з благодаттю. Усунення оголеного Хрещення у VIII столітті означало прийняття християнами язичницького погляду на те, що нагота є сексуальною. Це призвело до одягу Христа на Хресті, оригінальні зображення були оголеними, як це було б у випадку з римськими розп'яттями.
Кінець IV століття нашої ери був періодом як християнського навернення, так і стандартизації церковних вчень, зокрема щодо питань статі. Одяг або нагота жінок, які не вважалися респектабельними, також мали менше значення. Позашлюбний статевий зв'язок із солідною жінкою (перелюб) чоловік завдав шкоди третім особам: її чоловікові, батькові та родичам чоловічої статі. Його блуд із неприв'язаною жінкою, ймовірно, повією, куртизанкою чи рабинею, був меншим гріхом, оскільки він не мав жертв чоловічої статі, що в патріархальному суспільстві могло означати відсутність жертви взагалі.

## Посткласична історія

### Європа
Період між стародавнім і сучасним світом — приблизно з 500 до 1450 рр. н. е. — ознаменувався дедалі більшою стратифікацією суспільства в Європі, де ставлення та поведінка залежали від соціального статусу. На початку періоду всі, окрім вищих класів, жили в тісних приміщеннях і не мали сучасної чутливості до приватної наготи, але за потреби разом спали та купалися голими. Римські лазні в Баті, графство Сомерсет, були перебудовані і використовувалися представниками обох статей без одягу до XV століття. Пізніше в цей період, з появою середнього класу, одяг у вигляді моди був значним показником класу, і, отже, його відсутність стала ще більшим джерелом збентеження. Ці погляди лише повільно поширюються на все суспільство.
До початку VІІІ століття християн хрестили оголеними, щоб показати, що вони вийшли з хрещення без гріха. Зникнення хрещення оголеними в епоху Каролінгів ознаменувало початок сексуалізації тіла християнами, що раніше асоціювалося з язичництвом.

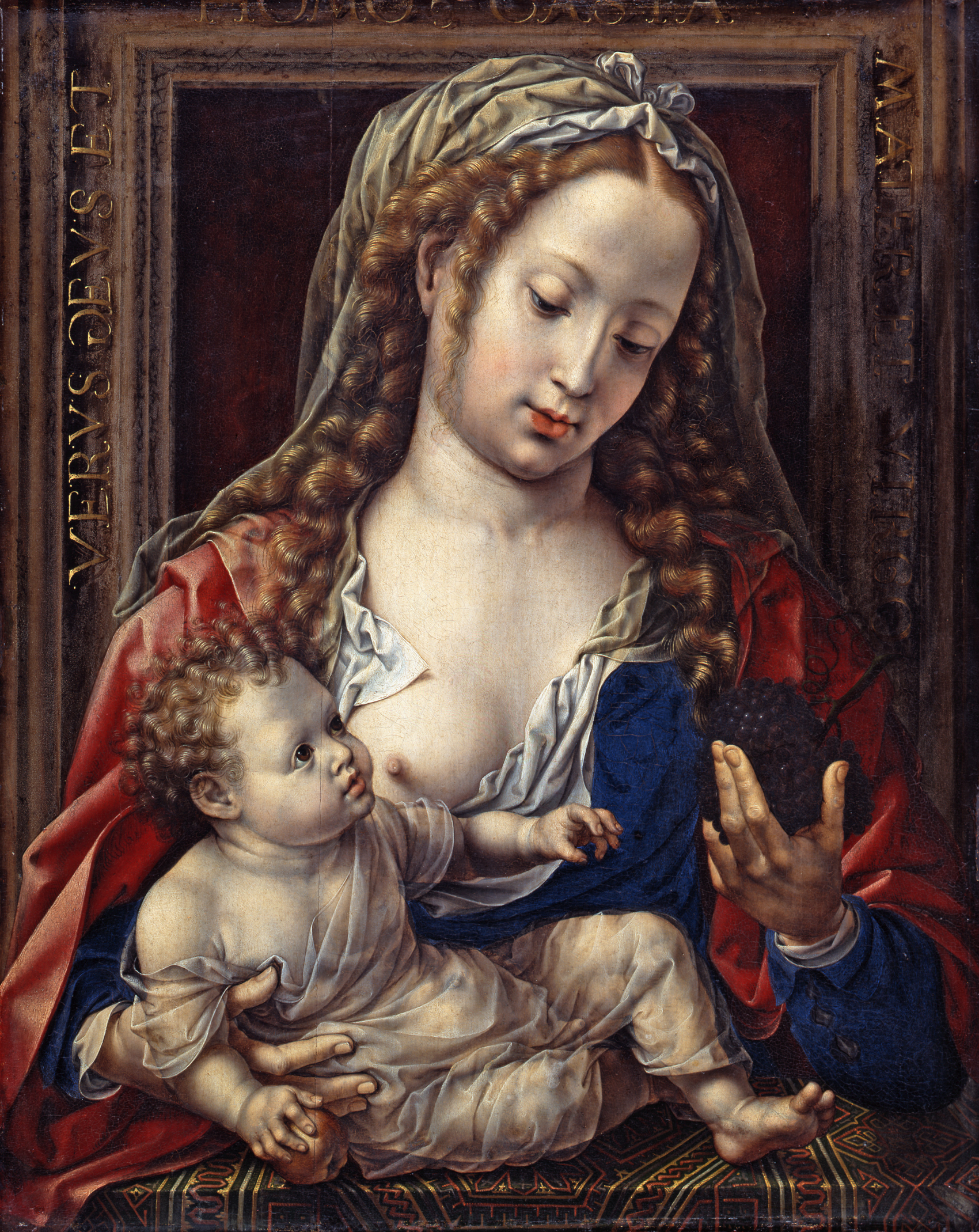
Богородиця з немовлям (бл. 1530 р.) Яна Госсаерта: оголена грудь як символ материнства.

У ХІІІ столітті теоретики займалися питанням сексуальності, Альберт Великий віддавав перевагу більш філософському погляду під впливом Арістотеля про те, що секс у шлюбі був природним актом. Однак його учень Фома Аквінський та інші дотримувалися точки зору святого Августина, що сексуальне бажання було ганебним не лише як первородний гріх, але й що хіть була розладом, оскільки вона підривала розум. Сексуальне збудження вважалося настільки небезпечним, що його слід було уникати, за винятком продовження роду, причому нагота була особливо табуйованою, що залишалося аж до епохи Відродження.
Секти з віруваннями, подібними до адамітів, які поклонялися оголеними, знову виникли на початку XV століття.
Хоча існує поширена помилкова думка, що європейці не купалися в середньовіччі, громадські лазні були популярні до XVІ століття, коли занепокоєння поширенням хвороб закрило багато з них. Перші християни успадкували римську культуру, яка підтримувала громадське водопостачання та лазні, а купання залишалося популярним і прибутковим закладом. Святий Августин і Климент Олександрійський пропагували чесноту чистоти. Однак історія про Вірсавію була використана, щоб застерегти від можливості спокуси чоловіків жінками, що купаються. Розповіді про життя святих підкреслювали заперечення плоті, і саме чернече правило забороняло священнослужителям купатися більше трьох разів на рік.
У християнській Європі частини тіла, які потрібно було прикривати на публіці, не завжди включали жіночі груди. На зображеннях Мадонни з XІV століття Марія зображена з одними оголеними грудьми, символом харчування та любові. Протягом перехідного періоду продовжували існувати позитивні релігійні зображення святих, а також зображення Єви, що вказувало на сором. До 1750 року художні зображення грудей були або еротичними, або медичними. Ця еротизація грудей збіглася з переслідуванням жінок як відьом.

### Мезоамерика
Населення місто ацтеків Теночтітлан до приходу іспанців у 1520 році досягло вісімдесяти тисяч. Побудований на острові в озері Тескоко, він залежав від гідротехніки для сільського господарства, яка також забезпечувала лазні з обома паровими лазнями (temazcales) і ваннами. На Юкатані чоловіки та жінки майя купалися в річках, не дбаючи про скромність. Але, незважаючи на кількість гарячих джерел у регіоні, немає згадок про те, що корінні народи використовували їх для купання. Конкістадори розглядали місцеву практику купання, яка включала як чоловіків, так і жінок, які входили в темаскали оголеними, як язичництво та сексуальну аморальність, і прагнули їх викорінити.

### Близький Схід
Одяг на Близькому Сході, який нещільно огортає все тіло, мало змінювався протягом століть, частково тому, що він добре підходить для клімату, захищаючи тіло від пилових бур і водночас дозволяючи охолоджуватися за рахунок випаровування. Практика, відома як покривання жінок у громадських місцях, виникла ще до ісламу в Персії, Сирії та Анатолії. Ісламський одяг для чоловіків охоплює область від талії до колін. Коран містить вказівки щодо одягу жінок, але не суворі правила; такі рішення можна знайти в хадисах. Правила хіджабу та закони шаріату визначають одяг для жінок, що покриває все тіло, крім обличчя та рук. Характер одягу не може бути прозорим, відкриваючи те, що під ним: «одягнений, але голий», ані одяг чоловіків, як-от штани. Спочатку вуаль застосовувалася лише до дружин Мухаммеда; однак після його смерті покривання було прийнято всіма жінками вищого класу та стало символом мусульманської ідентичності.
У період середньовіччя ісламські норми стали більш патріархальними і були дуже стурбовані цнотливістю жінок до шлюбу та вірністю після шлюбу. Жінки були не тільки завуальовані, але й відокремлені від суспільства, без контакту з чоловіками, які не були близькими родичами, присутність яких визначала різницю між публічним і приватним простором. Особливе занепокоєння як для ісламу, так і для ранніх християн, оскільки вони поширювали свій контроль над країнами, які раніше входили до складу Візантійської чи Римської імперій, викликав місцевий звичай публічного купання. У той час як християни були в основному стурбовані змішаним гендерним купанням, яке було звичайним явищем, іслам також забороняв оголення для жінок у компанії не мусульманок. Загалом, римські лазні були пристосовані для поділу статей, і купальщики зберігали принаймні набедреник, а не були оголеними, як у сучасній турецькій лазні.

### Африка
За словами Ібн Баттути, служниці та рабині в імперії Малі в XIV столітті були повністю оголеними. На публіці доньки султана теж оголювали свої груди.
Під час подорожі Малі в 1350-х роках мусульманський учений Ібн Батута був шокований випадковими стосунками між чоловіками та жінками навіть при дворі султанів, а також публічною наготою рабинь і служниць.

## Рання сучасна доба

### Колоніальні Америки
Серед племені чумашів південної Каліфорнії чоловіки зазвичай були голі, а жінки — топлес. Корінні американці басейну Амазонки зазвичай були голими або майже голими; у багатьох місцевих племенах єдиним одягом, який носили чоловіки, був пристрій для затискання крайньої плоті. Однак інші подібні культури мали інші стандарти. Наприклад, інші корінні жителі Північної Америки уникали повної оголеності, а корінні американці в горах і на заході Південної Америки, такі як плем'я кечуа, трималися досить закритими. Зазвичай ці табу стосуються лише дорослих. Діти корінних американців часто ходили голими до настання статевого дозрівання, якщо дозволяла погода (10-річна Покахонтас викликала скандал у поселенців Джеймстауна, з'явившись у їхньому таборі та катаючись оголеною).
У 1498 році на острові Трініті, Тринідад, Христофор Колумб знайшов жінок повністю голими, тоді як чоловіки носили легкий пояс під назвою guayaco. У ту ж епоху на узбережжі Пара в Бразилії дівчата відрізнялися від заміжніх жінок абсолютною наготою. Така ж відсутність одягу спостерігалася серед хайма Кумана, Венесуела, і Дю Чайлу помітив те саме серед ачіра в Габоні.
Колонізація Північної Америки Англією в XVII столітті відбулася після невдалих спроб на острові Роанок, що змусило їх прийняти іспанський шаблон для боротьби з корінними жителями, які мали атакувати першими. Це підтверджувалося поглядом на корінних «голих людей» як насильницькими або слухняними, а також християнською доктриною, за якою вбивство було виправданим для тих, кого неможливо навернути та підкорити.

### Ранньомодерна Європа
Асоціація наготи з соромом і тривогою стала неоднозначною в епоху Відродження в Європі. Заново відкрите мистецтво та писемність Стародавньої Греції запропонувало альтернативну традицію оголеності як символу невинності та чистоти, яку можна було зрозуміти в термінах стану людини «до гріхопадіння». Згодом норми та поведінка, пов'язані з оголеним тілом у житті та у творах мистецтва, відрізнялися протягом історії окремих суспільств. Значення наготи в Європі також змінилося в 1500-х роках завдяки повідомленням про оголених мешканців Америки та африканських рабів, привезених до Італії португальцями. Рабинь купували оголеними, а потім одягали та хрестили їх нові власники. І рабство, і колоніалізм були початком сучасного асоціювання наготи з дикістю.
Медична думка у XVIII столітті про те, що купання в холодній воді та перебування на сонці має терапевтичну користь, створила напруженість між плавцями та захисниками вікторіанської християнської думки про те, що тіло є ганебним, і його потрібно прикривати, коли воно потрапляє на загальний огляд. Крім того, змішане купання з іншими відповідними костюмами також було гріхом. До початку ХХ століття в Новому Південному Вельсі це призвело до введення в дію правил, які забороняли публічне купання, за винятком обмеженого часу, окремо за статтю та в костюмах, які закривали тіло від шиї до колін.
В епоху Просвітництва табу проти оголеного тіла почали зростати, а до вікторіанської епохи публічне оголення вважалося непристойним. На додаток до розділення пляжів за статтю, щоб дозволити людям входити прямо у воду, також використовувалися купальні машини для перевдягання в купальний одяг.
В Англії протягом XVII—XIX століть одяг бідних за допомогою християнського милосердя не поширювався на тих, хто був ув'язнений у «божевільнях», таких як Бедлам, де ув'язнених часто тримали оголеними та з ними жорстоко поводилися.
Вікторіанську епоху часто вважають повним обмеженням наготи. Однак по всій території Сполученого Королівства в ХІХ столітті через спеку та вузькі тунелі, які зачіпали одяг, працівники вугільних шахт були голі. Чоловіки та хлопці працювали повністю голі, тоді як жінки та дівчата (зазвичай працювали «поспішниками»), як правило, роздягалися лише до пояса, але в деяких місцях вони також були повністю голі. Свідчення перед парламентською комісією з питань праці показало, що робота оголеним у закритому просторі робить «сексуальні пороки» «звичайним явищем».

## Пізній модерн

### Японія
Період Токугава в Японії (1603—1868) характеризувався соціальним домінуванням спадкових класів, з одягом, який був регульованим маркером статусу, і невеликою кількістю одягу серед вищих класів. Однак працююче населення як у сільській місцевості, так і в містах часто одягалося лише в набедрені пов'язки, включаючи жінок у спекотну погоду та під час годування. Не маючи лазень у своїх домівках, вони також часто відвідували громадські лазні, де всі разом були роздягнені.

Висловлюючи колоніальний погляд перших американців, які відвідали в 1860 році, преподобний С. Вел Вільямс (перекладач американського комодора Метью Перрі), написав:
Скромність, судячи з того, що ми бачимо, можна сказати, невідома, бо жінки не намагаються приховати груди, а на кожному кроці видно ногу вище коліна; у той час як чоловіки зазвичай ходять із найменшою ганчіркою, і це не завжди ретельно одягається. Голих чоловіків і жінок бачили на вулицях і одноманітно вдавалися до однієї лазні, незважаючи на всі пристойності. Розпусні рухи, зображення та розмови, здається, є звичайним вираженням мерзенних вчинків і думок людей, і це до такої міри, що викликає огиду у всіх.
З відкриттям Японії для європейських відвідувачів в епоху Мейдзі (1868—1912) раніше звичайні умови роздягання та звичай змішаного публічного купання стали проблемою для лідерів, стурбованих міжнародною репутацією Японії. Був встановлений закон зі штрафами для тих, хто порушував заборону роздягатися. Незважаючи на те, що закон часто ігнорувався або обходився, він мав ефект сексуалізації оголеного тіла в ситуаціях, які раніше не були еротичними. Модернізація включала створення курортів у західному стилі в сільській місцевості, що одразу ж стало проблемою через те, що змішане купання залишалося нормою для японських відвідувачів у той час, коли багато західних мандрівників не бажали бачити своїх власних дружин голими. Вирішенням проблеми стало розділення клієнтів між курортами, що усунуло переваги культурного обміну.
Іншою японською традицією були жінки -фридайвінгки (ama, 海女), які протягом 2000 років до 1960-х років збирали морські водорості та молюсків оголеними або в набедрених пов'язках. Жінки-селянки часто працювали влітку з голими грудьми тоді як інші робітниці теж могли бути оголеними.

### Європа

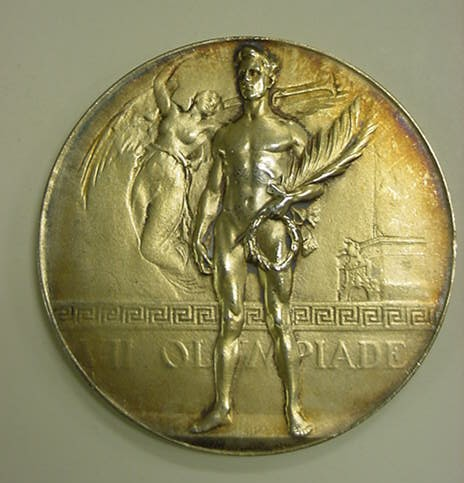
Медаль для літніх Олімпійських ігор 1920 року згадує оголене тіло спортсменів під час стародавніх Олімпійських ігор

Думки щодо користі для здоров'я купання були загалом сприятливими до ХІХ століття. Це призвело до створення ґендерно сегрегованих громадських лазень для тих, у кого вдома не було ванн. У ряді європейських міст, де це був середній клас, деякі лазні стали соціальними закладами для чоловіків. У Сполучених Штатах, де середній клас частіше мав приватні лазні у своїх будинках, громадські лазні були побудовані для бідних, зокрема для міських іммігрантів. Із запровадженням душових кабін замість ванн, у школах і на фабриках з'явилися ванни.
Для літніх Олімпійських ігор 1912 року в Стокгольмі офіційний плакат створив видатний художник. На ньому було зображено кількох голих чоловіків-спортсменів (із закритими статевими органами), тому його вважали занадто сміливим для розповсюдження в деяких країнах. Плакати літніх Олімпійських ігор в Антверпені 1920 року, Парижі 1924 року та Гельсінкі 1952 року також містили оголені чоловічі фігури, що згадує про класичне походження ігор. На плакаті Олімпіади 1948 року в Лондоні був зображений дискобол (Δισκοβόλος), оголена скульптура метальника диска.

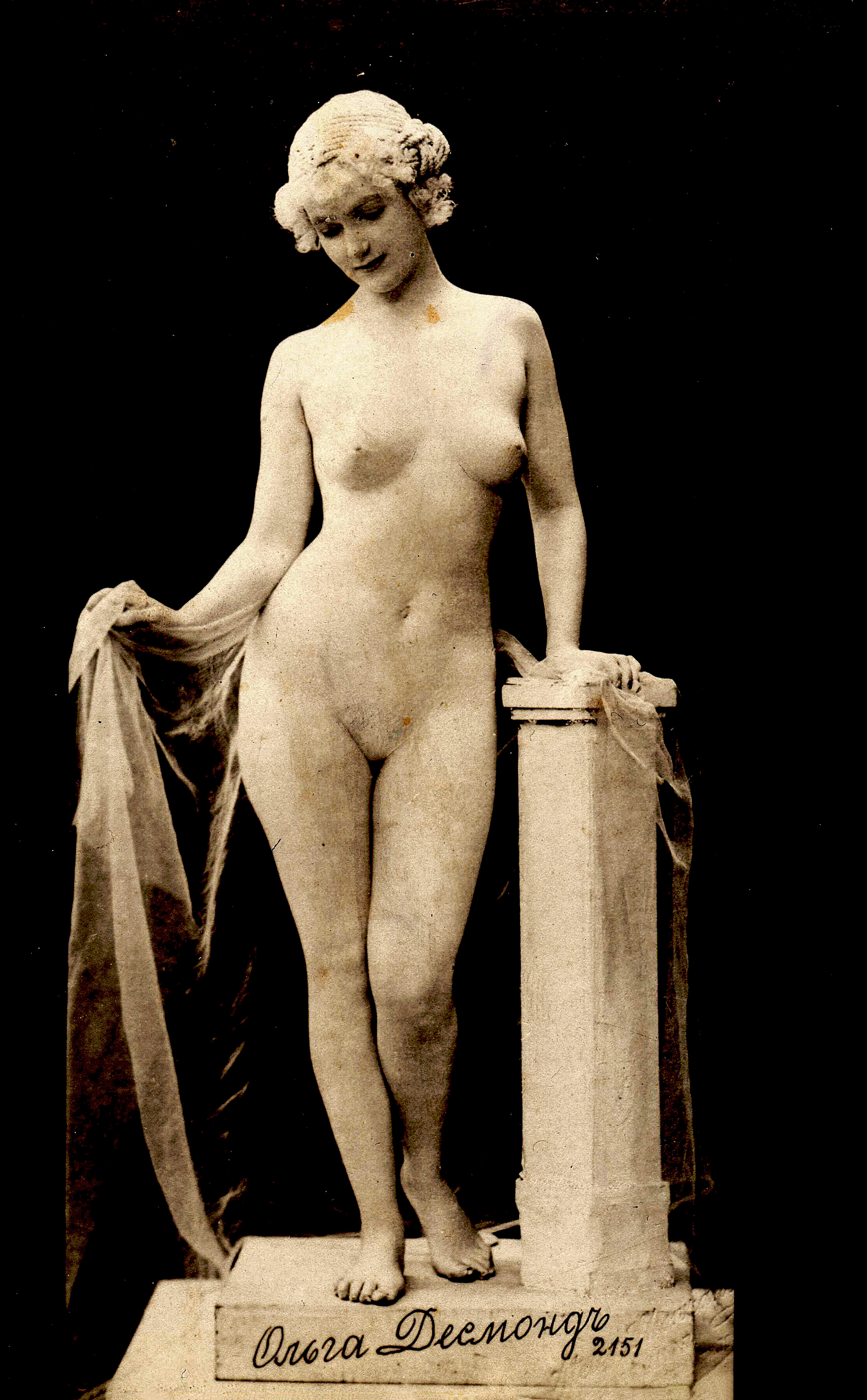
Tableau Vivant Ольга Дезмонд (листівка без дати, ймовірно, близько 1908 року, коли вона з'явилася в Санкт-Петербурзі)

У Німеччині між 1910 і 1935 роками нудистське ставлення до тіла виражалося в спорті та мистецтві. У 1910-х роках кілька сольних танцівниць виступали оголеними. Адоре Віллані виконала «Танець семи покривал» та інші історії, засновані на близькосхідних темах, для вдячної публіки вищого класу. Однак після вистави 1911 року в Мюнхені Віллані була заарештована за непристойність разом з директором театру. Зрештою її виправдали, але вона була змушена покинути Баварію. Виступи Ольги Дезмонд поєднували в собі танець і tableau vivant, що відбувалося без одягу, наслідуючи класичні статуї.
Прихильники користі сонця та свіжого повітря для здоров'я запровадили програми вправ голими для дітей у групах різної статі. Адольф Кох заснував тринадцять шкіл Freikörperkultur (ФКК). З появою нацизму в 1930-х роках рух нудизму ідеологічно розділився на три групи: буржуазію, соціалістів і фашистів. Буржуазія не була ідеологічною, тоді як соціалісти прийняли погляди Адольфа Коха, вважаючи програми освіти та охорони здоров'я, включаючи наготу, частиною покращення життя робітничого класу. Хоча деякі нацисти не були одностайними у своїй підтримці, деякі нацисти використовували наготу, щоб звеличувати арійську расу як еталон краси, як це відображено в нацистському пропагандистському фільмі про літні Олімпійські ігри 1936 року в Берліні, режисера Лені Ріфеншталь «Олімпія».
Соціалістичні погляди на оголеність поширилися на Радянський Союз, де в 1924 році неформальна організація під назвою «Геть сором» проводила масові голі марші, намагаючись розвіяти колишню «буржуазну» мораль.
У 1920-х роках натуризм отримав різні напрямки в Скандинавії, Франції, Англії, Бельгії та Нідерландах. Заснований на німецькій моделі, кожен округ мав власні релігійні, політичні та культурні перспективи. Відновлення зв'язку з природою, втраченого під час індустріалізації, було загальною темою. Було зроблено відмінність між наготою та сексуальністю, щоб оцінити здоров'я та красу тіла без асоціацій із «порочністю, еротикою та ексгібіціонізмом» 

### Гендерні відмінності в публічній поведінці
Громадські плавальні басейни в Сполучених Штатах були продуктом муніципальних реформ, що почалися в середині ХІХ століття. У Нью-Йорку муніципальні лазні та басейни були вперше відкриті в 1870 році не тільки для покращення здоров'я мешканців багатоквартирних будинків, але й для контролю за використанням набережної чоловіками та хлопчиками, які порушували вікторіанські норми, поводячись буйно та купаючись голими там, де жінки може побачити їх із пропливаючих човнів. Ця спроба мала неоднозначний ефект: хлопчики продовжували плавати голими в річках до 1930-х років; віддають перевагу іграм без нагляду, а не відпочинку за правилами. Громадські лідери планували використовувати басейни не для відпочинку, а для оздоровчих та спортивних заходів, які були лише для чоловіків. Спочатку чоловіки та хлопці з робітничого класу плавали голими, як це було прийнято раніше в озерах і річках. Лише пізніше були виділені дні для користування жінками лазнями та басейнами.
З 1860 по 1937 роки чоловіки у Великій Британії та Америці часто повинні були носити костюми, які закривали верхню частину тулуба під час плавання, де були присутні жінки. Ранні купальники з трикотажної вовни ускладнювали плавання. У багатьох місцях гендерна сегрегація зберігалася там, де відпочинок вважався непристойним для жінок, наприклад на окремих пляжах, річках, озерах і басейнах. В Англії з 1900 по 1919 рік жінкам було заборонено купатися в радіусі ста ярдів від будь-якого плавця чоловічої статі старше дванадцяти років. Обмеження щодо поведінки та купальних костюмів повільно пом'якшувалися протягом 1920-х років, а до 1930-х років це могло призвести до того, що чоловіки могли плавати голоми на очах у жінок.
У місцях, де можуть перебувати тільки чоловіки, нагота в спільноті в США та інших західних країнах була нормою протягом більшої частини ХХ століття. Від чоловіків частіше, ніж від жінок, очікується, що вони будуть плавати голими у критих басейнах або користуватись спільним душем у шкільних роздягальнях з іншими представниками своєї статі. Ці очікування ґрунтувалися на культурних переконаннях, за якими жінкам потрібно більше приватного життя, ніж чоловікам. Тогочасні суспільні погляди стверджували, що для чоловіків і хлопчиків бути голими один біля одного було здорово та нормально, а школи, гімназії та інші подібні організації зазвичай вимагали купання оголених чоловіків частково з санітарних причин через використання вовняних купальників. У виданні рекомендацій Американської асоціації громадського здоров'я (APHA) щодо басейнів 1926 року, посилаючись на проблему належного чищення костюмів, було рекомендовано, щоб басейни, якими користуються лише чоловіки, плавали оголеними. Ця настанова діяла до 1962 року, але продовжувала дотримуватися в Християнській асоціації для юнаків та державних школах із гендерно розділеними класами до 1970-х років.

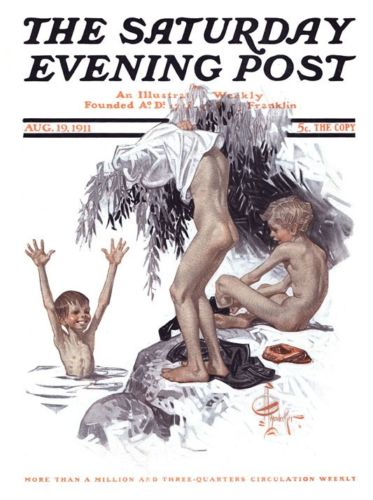
Обкладинка Saturday Evening Post, 19 серпня 1911 року

Нагота дітей чоловічої статі викликала менше занепокоєння, і це могло статися в місцях змішаної статі. У 1909 році газета «Нью-Йорк Таймс» повідомила, що на відкритих змаганнях з плавання в початковій школі учасники вагової категорії до 80 фунтів, виявивши, що їхні костюми сповільнюють їхній рух, змагалися голяка. Нещодавно в 1996 році YMCA підтримував політику дозволу маленьким дітям до п'яти років супроводжувати своїх батьків у роздягальні протилежної статі, що деякі медичні працівники поставили під сумнів.
У фільмах, рекламі та інших засобах масової інформації часто показували голих чоловіків, які купаються чи плавають. Було менше толерантності до жіночої наготи, і ті самі школи та спортивні зали, які наполягали на тому, що вовняні купальні костюми для чоловіків є антисанітарними, не робили винятку, коли мова йшла про жінок. Проте, деякі школи дозволяли дівчатам плавати голими, якщо вони бажали. Наприклад, державні школи Детройта почали дозволяти плавання жінками голими в 1947 році, але припинили це через кілька тижнів після протестів батьків. Інші школи продовжували це дозволяти, але це ніколи не було загальновизнаною практикою, як і оголене чоловіче плавання, хоча заняття не були спільними. У статті 1963 року про програму плавання в початковій школі в Трої, штат Нью-Йорк, говорилося, що хлопчики плавали голими, але дівчата повинні були носити купальні костюми, продовжуючи практику попередніх десятиліть. Коли в Розділі IX у 1972 році була запроваджена рівність в освіті, басейни стали використовуватися спільно, що поклало край ері оголеного плавання. У ХХІ столітті звичай хлопчиків плавати оголеними майже забутий або взагалі заперечується, що він коли-небудь існував.

## Сучасність
Як хіпі, так і інші учасники контркультури 1960-х прийняли оголеність як частину свого розпорядку дня та щоб підкреслити свою неприйняття всього штучного. Комуни іноді практикували натуризм, привертаючи небажану увагу з боку несхвальних сусідів. У 1974 році в газеті «Нью-Йорк Таймс» була опублікована стаття, яка відзначила зростання толерантності американців до наготи як вдома, так і на людях, наближаючись до рівня Європи. Однак деякі традиційні нудисти в той час засуджували цю тенденцію як заохочення сексуального ексгібіціонізму та вуайєризму та загрозу життєздатності приватних нудистських клубів. У 1998 році американське ставлення до сексуальності продовжувало ставати більш ліберальним, ніж у попередні десятиліття, але реакція на повну наготу в громадських місцях була загалом негативною. Однак деякі елементи контркультури, включно з оголеним тілом, продовжувалися в таких подіях, як Burning Man.
У мисливсько-збиральних і скотарських культурах у теплому кліматі оголеність або мінімальний одяг були соціальною нормою як для чоловіків, так і для жінок до контакту із західними культурами чи ісламом. Кілька суспільств, добре пристосованих до життя в ізольованих регіонах, зберігають свої традиційні звичаї та культуру, маючи певні контакти з розвиненим світом.
Багато корінних народів Африки та Південної Америки тренуються та проводять спортивні змагання оголеними. Наприклад, плем'я Нуба в Південному Судані та плем'я Сінгу в регіоні Амазонки в Бразилії борються оголеними. Народи дінка, сурма та мурсі в Південному Судані та Ефіопії оголеними беруть участь у бійках палицями.
Повна або часткова оголеність як для чоловіків, так і для жінок все ще поширена для мурсі, сурма, нуба, карімоджонг, кірді, дінка та іноді масаїв в Африці, а також для мацес, яномамі, суруваха, сінгу, матіс і галду в Південній Америці.
У деяких африканських і меланезійських культурах чоловіки, які ходять повністю оголеними, за винятком шнурка, зав'язаного на талії, вважаються належним чином одягненими для полювання та інших традиційних групових заходів. У ряді племен на острові Нова Гвінея в південній частині Тихого океану чоловіки використовують тверді стручки, схожі на гарбуз, як оболонки пеніса. І все ж чоловіка без цього «покриття» можна вважати таким, що знаходиться в ганебному стані наготи.

### Цитування
1. ↑  Genesis 2
2. ↑  Буття, 3 глава
3. ↑  Daley, 2018.
4. ↑  Rantala, 2007, с. 1—7.
5. ↑  Giles, 2010.
6. ↑  Jablonski та Chaplin, 2000, с. 57—106.
7. ↑  Jablonski, 2012.
8. ↑  Schlebusch, 2017.
9. ↑  Toups та ін., 2010, с. 29—32.
10. ↑  Hollander, 1978, с. 83.
11. ↑  Leary та Buttermore, 2003.
12. ↑  Beck, 2000.
13. ↑  Asher-Greve та Sweeney, 2006, с. 155—164.
14. ↑  Batten, 2010, с. 148—149.
15. ↑  Asher-Greve та Sweeney, 2006, с. 134—135.
16. ↑  Bahrani, 1993.
17. ↑  Bahrani, 1996.
18. ↑  Asher-Greve та Sweeney, 2006, с. 140—141.
19. ↑  Batten, 2010.
20. 1 2  Altenmüller, 1998, с. 406—7.
21. ↑  Mertz, 1990, с. 75.
22. ↑  Tierney, 1999, с. 2.
23. 1 2 3 4  Mark, 2017.
24. 1 2 3  Goelet, 1993.
25. ↑  Jones, 2015.
26. ↑  Minoan, n.d.
27. ↑  Mouratidis, 1985.
28. ↑  Kyle, 2014, с. 6.
29. ↑  Villing, 2010, с. 40.
30. ↑  Kyle, 2014, с. 82.
31. ↑  Bonfante, 1989.
32. ↑  Sutton, 2009.
33. ↑  Kosso та Scott, 2009, с. 61—86.
34. ↑  Kennell, 2013.
35. ↑  Kyle, 2014, с. 179—180.
36. ↑  Potter, 2012, Ch. 25.
37. ↑  Ariès та Duby, 1987, с. 199.
38. ↑  Cartledge, 2003, с. 102.
39. ↑  Plutarch, n.d.
40. ↑  Polybius, n.d.
41. ↑  Plato, 1925.
42. ↑  Golden, 2004, с. 290.
43. ↑  Kyle, 2014, с. 245—247.
44. 1 2  Habinek та Schiesaro, 1997, с. 39.
45. ↑  Cicero, 1927, с. 408.
46. ↑  Ariès та Duby, 1987, с. 245—246.
47. ↑  Fagan, 2002.
48. 1 2  Dendle, 2004.
49. ↑  Poliakoff, 1993.
50. ↑  Cicero, 1877.
51. ↑  Younger, 2004, с. 134.
52. ↑  Graf, 2005, с. 195—197.
53. ↑  Williams, 2009, с. 64, 292 note 12.
54. ↑  Heskel, 2001, с. 138.
55. 1 2  Blanshard, 2010, с. 24.
56. 1 2  Williams, 2009, с. 69—70.
57. ↑  Juvenal, 1918a.
58. ↑  Juvenal, 1918b.
59. ↑  Zanker, 1990, с. 5ff.
60. ↑  Stevenson, 1998.
61. ↑  Zanker, 1990, с. 239—240, 249—250.
62. ↑  Richlin, 2002.
63. ↑  Clarke, 2002, с. 156.
64. ↑  Williams, 2009, с. 18.
65. ↑  Cohen, 2003, с. 66.
66. ↑  Cameron, 2010, с. 725.
67. ↑  Clement of Alexandria, n.d.
68. ↑  Sharrock, 2002, с. 275.
69. ↑  Clarke, 2002, с. 160.
70. ↑  Fredrick, 2002, с. 1—2.
71. ↑  Del Bello, 2007.
72. ↑  Plutarch, 1914.
73. ↑  Zanker, 1990, с. 6.
74. ↑  Fagan, 2002, с. 26—27.
75. ↑  Schäfer, 2003, с. 151.
76. ↑  Eliav, 2010.
77. ↑  Pasco-Pranger, 2019.
78. ↑  Hansen, 2004, с. 378—380.
79. ↑  Henry, 1999.
80. ↑  Livingstone, 2013.
81. ↑  Ariès та Duby, 1987, The "Wellborn" Few.
82. ↑  Ariès та Duby, 1987, с. 273.
83. ↑  Ariès та Duby, 1987, с. 464—465.
84. ↑  Ariès та Duby, 1987, с. 453—455.
85. 1 2  Ariès та Duby, 1987, с. 455—456.
86. ↑  Veyne, 1987, с. 455.
87. ↑  Glancy, 2015.
88. ↑  Harper, 2012.
89. ↑  Byrde, 1987.
90. ↑  Classen, 2008.
91. ↑  Brundage, 2009, с. 420—424.
92. ↑  Lerner, 1972.
93. ↑  Medievalists, 2013.
94. ↑  Archibald, 2012.
95. ↑  Miles та Lyon, 2008, с. 1—9.
96. ↑  Miles та Lyon, 2008, Part One – The Religious Breast.
97. ↑  Miles та Lyon, 2008, Part Two – The Secular Breast.
98. ↑  Walsh, 2018.
99. ↑  Laver, 1998.
100. ↑  al-Qaradawi, 2013, с. 179.
101. ↑  Rasmussen, 2013.
102. ↑  Lindsay, 2005, с. 173.
103. ↑  Kosso та Scott, 2009, с. 171—190.
104. ↑  Byrd, 2012, с. 38.
105. ↑  Meredith, 2014, с. 72.
106. ↑  Bentley, 1993.
107. ↑  Strachey, 1849, с. 65.
108. ↑  Olesen, 2009.
109. ↑  Barcan, 2004, chpt. 2.
110. ↑  Burke, 2013.
111. ↑  Booth, 1997, с. 170—172.
112. ↑  Andrews, 2007b, с. 131—156.
113. ↑  FordhamU, 2019.
114. ↑  Kawano, 2005, с. 152—153.
115. ↑  Miyoshi, 2005.
116. ↑  Kawano, 2005, с. 153—163.
117. ↑  Brecher, 2018.
118. 1 2  Downs, 1990.
119. ↑  Martinez, 1995.
120. ↑  Williams, 1991, с. 5—10.
121. ↑  Toepfer, 1997, с. 22—24.
122. ↑  Dickinson, 2011.
123. ↑  Toepfer, 1997, с. 27—28.
124. ↑  Toepfer, 1997, с. 35—36.
125. ↑  Krüger, Krüger та Treptau, 2002.
126. ↑  Siegelbaum, 1992.
127. ↑  Manaev та Chalyan, 2018.
128. ↑  Peeters, 2006.
129. 1 2  Adiv, 2015.
130. 1 2  Wiltse, 2003.
131. ↑  Farrow, 2016.
132. ↑  Horwood, 2000.
133. ↑  HistoricArchive, 2019.
134. ↑  Smithers, 1999.
135. ↑  Senelick, 2014.
136. ↑  Gage, 1926.
137. 1 2  Andreatta, 2017.
138. 1 2  Eng, 2017.
139. ↑  Markowitz, 2014.
140. ↑  NYTimes, 1909.
141. ↑  McCombs, 1996.
142. ↑  Mann, 1963.
143. ↑  Miller, 1999, с. 197—199.
144. ↑  Sterba, 1974.
145. ↑  Layng, 1998.
146. ↑  Holson, 2018.
147. ↑  Stevens, 2003.
148. ↑  Hashim, 2014.

#### Оголеність загалом
- Barcan, Ruth (2004). Nudity: A Cultural Anatomy. Berg Publishers. ISBN 1859738729.

- Black, Pamela (2014). Nudism. У Forsyth, Craig J.; Copes, Heith (ред.). Encyclopedia of Social Deviance. SAGE Publications. с. 471—472. ISBN 9781483340463.

- Bullough, Vern L.; Bullough, Bonnie (2014). Human Sexuality: An Encyclopedia. Routledge. с. 449. ISBN 9781135825096.

- Carr-Gomm, Philip (2010). A Brief History of Nakedness. London, UK: Reaktion Books, Limited. ISBN 978-1-86189-729-9. Процитовано 1 серпня 2019.

- Martinez, D.P. (1995). Naked Divers: A Case of Identity and Dress in Japan. У Eicher, Joanne B. (ред.). Dress and Ethnicity: Change Across Space and Time. Ethnicity and Identity Series. Oxford: Berg. с. 79—94. doi:10.2752/9781847881342/DRESSETHN0009. ISBN 9781847881342.

#### Передісторія
- Beck, Margaret (2000). Female Figurines in the European Upper Paleolithic: Politics and Bias in Archaeological Interpretation. У Rautman, Alison E. (ред.). Reading the Body. Representations and Remains in the Archaeological Record. University of Pennsylvania Press. с. 202—214. ISBN 978-0-8122-3521-0. JSTOR j.ctv512z16.20.

- Collard, Mark; Tarle, Lia; Sandgathe, Dennis; Allan, Alexander (2016). Faunal evidence for a difference in clothing use between Neanderthals and early modern humans in Europe. Journal of Anthropological Archaeology. 44: 235—246. doi:10.1016/j.jaa.2016.07.010. hdl:2164/9989.
- Curry, Andrew (March 2012). The Cave Art Debate. Smithsonian Magazine. Процитовано 23 травня 2021.
- Daley, Jason (11 грудня 2018). Why Did Humans Lose Their Fur?. Smithsonian. Процитовано 27 жовтня 2019.

- Jablonski, Nina G.; Chaplin, George (2000). The Evolution of Human Skin Coloration. Journal of Human Evolution. 39 (1): 57—106. doi:10.1006/jhev.2000.0403. PMID 10896812. S2CID 38445385.
- Giles, James (1 грудня 2010). Naked Love: The Evolution of Human Hairlessness. Biological Theory. 5 (4): 326—336. doi:10.1162/BIOT_a_00062. ISSN 1555-5550. S2CID 84164968.
- Hollander, Anne (1978). Seeing Through Clothes. New York: Viking Press. ISBN 0140110844.

- Jablonski, Nina G. (1 листопада 2012). The Naked Truth. Scientific American.
- Leary, Mark R.; Buttermore, Nicole R. (2003). The Evolution of the Human Self: Tracing the Natural History of Self-Awareness. Journal for the Theory of Social Behaviour. 33 (4): 365—404. doi:10.1046/j.1468-5914.2003.00223.x.
- Rantala, M. J. (2007). Evolution of nakedness in Homo sapiens. Journal of Zoology. 273 (1): 1—7. doi:10.1111/j.1469-7998.2007.00295.x. S2CID 14182894.
- Schlebusch та ін. (3 листопада 2017). Southern African ancient genomes estimate modern human divergence to 350,000 to 260,000 years ago. Science. 358 (6363): 652—655. Bibcode:2017Sci...358..652S. doi:10.1126/science.aao6266. PMID 28971970.
- Toups, M. A.; Kitchen, A.; Light, J. E.; Reed, D. L. (2010). Origin of Clothing Lice Indicates Early Clothing Use by Anatomically Modern Humans in Africa. Molecular Biology and Evolution. 28 (1): 29—32. doi:10.1093/molbev/msq234. ISSN 0737-4038. PMC 3002236. PMID 20823373.

#### Антична історія
- Adams, Cecil (9 грудня 2005). Small Packages. Isthmus; Madison, Wis. Madison, Wis., United States, Madison, Wis. с. 57. ISSN 1081-4043. ProQuest 380968646.

- Altenmüller, Hartwig (1998). Egypt: the world of the pharaohs. Cologne: Könemann. ISBN 9783895089138.

- Ariès, Philippe; Duby, Georges, ред. (1987). From Pagan Rome to Byzantium. A History of Private Life. Т. I. Series Editor Paul Veyne. Cambridge, Mass: Belknap Press of Harvard University Press. ISBN 0-674-39975-7.

- Asher-Greve, Julia M.; Sweeney, Deborah (2006). On Nakedness, Nudity, and Gender in Egyptian and Mesopotamian Art. У Schroer, Sylvia (ред.). Images and Gender: Contributions to the Hermeneutics of Reading Ancient Art. Т. 220. Vandenhoeck & Ruprecht Göttingen: Academic Press Fribourg. doi:10.5167/uzh-139533. Процитовано 15 липня 2020.

- Bahrani, Zainab (1993). The Iconography of the Nude in Mesopotamia. Source: Notes in the History of Art. 12 (2): 12—19. doi:10.1086/sou.12.2.23202931. ISSN 0737-4453. S2CID 193110588. Процитовано 25 вересня 2022.

- Bahrani, Zainab (1996). The Hellenization of Ishtar: Nudity, Fetishism, and the Production of Cultural Differentiation in Ancient Art. Oxford Art Journal. 19 (2): 3—16. doi:10.1093/oxartj/19.2.3. ISSN 0142-6540. JSTOR 1360725. Процитовано 6 вересня 2022.

- Batten, Alicia J. (2010). Clothing and Adornment. Biblical Theology Bulletin. 40 (3): 148—59. doi:10.1177/0146107910375547. S2CID 171056202.

- Blanshard, Alastair J. L. (2010). Sex: Vice and Love from Antiquity to Modernity. John Wiley & Sons. ISBN 978-1-4443-2357-3.

- Bonfante, Larissa (1989). Nudity as a Costume in Classical Art. American Journal of Archaeology. 93 (4): 543—570. doi:10.2307/505328. ISSN 0002-9114. JSTOR 505328. S2CID 192983153. Процитовано 15 липня 2020.

- Budin, Stephanie Lynn (2022). Nude Awakenings: Early Dynastic Nude Female Iconography. Near Eastern Archaeology. 85 (1): 34—43. doi:10.1086/718192. ISSN 1094-2076. S2CID 247253435. Процитовано 28 лютого 2023.

- Cameron, Alan (2010). The Last Pagans of Rome. Oxford University Press, USA. ISBN 978-0-19-978091-4.

- Carter, Michael (2009). (Un)Dressed to Kill: Viewing the Retiarius. У Edmondson, Jonathan; Keith, Alison (ред.). Roman Dress and the Fabrics of Roman Culture. University of Toronto Press. ISBN 978-1-4426-9189-6.

- Cartledge, Paul (2003). Spartan Reflections. University of California Press. ISBN 978-0-520-23124-5.

- Clarke, John R. (2002). Look Who's Laughing at Sex: Men and Women Viewers in the Apodyterium of the Suburban Baths at Pompeii. У Fredrick, David (ред.). The Roman Gaze: Vision, Power, and the Body. JHU Press. ISBN 978-0-8018-6961-7.

- Corner, Sean (2012). Did 'Respectable' Women Attend Symposia?. Greece & Rome. 59 (1): 34—45. doi:10.1017/S0017383511000271. ISSN 1477-4550.

- Crowther, Nigel B. (December 1980 – January 1981). Nudity and Morality: Athletics in Italy. The Classical Journal. The Classical Association of the Middle West and South. 76 (2): 119—123. JSTOR 3297374.

- Del Bello, Davide (2007). Forgotten Paths: Etymology and the Allegorical Mindset. CUA Press. ISBN 978-0-8132-1484-9.

- Dendle, Peter (2004). How Naked Is Juliana?. Philological Quarterly. 83 (4): 355—370. ISSN 0031-7977. ProQuest 211146473. Процитовано 3 квітня 2021.

- Fredrick, David (2002). Invisible Rome. У David Fredrick (ред.). The Roman Gaze: Vision, Power, and the Body. JHU Press. ISBN 978-0-8018-6961-7.

- Eliav, Yaron Z. (19 серпня 2010). Bathhouses As Places of Social and Cultural Interaction. У Hezser, Catherine (ред.). The Oxford Handbook of Jewish Daily Life in Roman Palestine. OUP Oxford. ISBN 978-0-19-921643-7. Процитовано 28 березня 2021.

- Fagan, Garrett G. (2002). Bathing in Public in the Roman World. University of Michigan Press. ISBN 0472088653.

- Glancy, Jennifer A (2015). The Sexual Use of Slaves: A Response to Kyle Harper on Jewish and Christian Porneia. Journal of Biblical Literature. 134 (1): 215—29. doi:10.1353/jbl.2015.0003. S2CID 160847333.

- Golden, Mark (2004). Sport in the Ancient World from A to Z. Routledge. ISBN 1-134-53595-3.

- Goelet, Ogden (1993). Nudity in Ancient Egypt. Notes in the History of Art. 12 (2): 20—31. doi:10.1086/sou.12.2.23202932. S2CID 191394390.

- Graf, Fritz (2005). Satire in a ritual context. У Kirk Freudenburg (ред.). The Cambridge Companion to Roman Satire. Cambridge University Press. ISBN 978-1-139-82657-0.

- Habinek, Thomas; Schiesaro, Alessandro (1997). The invention of sexuality in the world-city of Rome. The Roman Cultural Revolution. Cambridge University Press. ISBN 978-0-521-58092-2.

- Hadfield, James (10 грудня 2016). Last splash: Immodest Japanese tradition of mixed bathing may be on the verge of extinction. The Japan Times. Процитовано 19 листопада 2019.

- Harper, Kyle (2012). Porneia: The Making of a Christian Sexual Norm. Journal of Biblical Literature. 131 (2): 363—83. doi:10.2307/23488230. JSTOR 23488230. S2CID 142975618.

- Henry, Eric (1999). The Social Significance of Nudity in Early China. Fashion Theory. 3 (4): 475—486. doi:10.2752/136270499779476036.

- Heskel, Julia (2001). Cicero as Evidence for Attitudes to Dress in the Late Republic. У Judith Lynn Sebesta & Larissa Bonfante (ред.). The World of Roman Costume. University of Wisconsin Press. ISBN 9780299138547.

- Jones, Bernice R. (2015). Ariadne's Threads: The Construction and Significance of Clothes in the Aegean Bronze Age. Peeters. ISBN 978-90-429-3277-7.

- Kosso, Cynthia; Scott, Anne, ред. (2009). The Nature and Function of Water, Baths, Bathing, and Hygiene from Antiquity Through the Renaissance. Boston: Brill. ISBN 978-9004173576.

- Kamash, Zena (17 листопада 2010). Which Way to Look?: Exploring Latrine Use in the Roman World. Toilet. New York University Press. doi:10.18574/nyu/9780814759646.003.0008. ISBN 978-0-8147-5964-6.

- Kennell, Nigel (11 грудня 2013). Boys, Girls, Family, and the State at Sparta. У Grubbs, Judith Evans; Parkin, Tim (ред.). The Oxford Handbook of Childhood and Education in the Classical World. Oxford University Press. с. 0. doi:10.1093/oxfordhb/9780199781546.013.019. ISBN 978-0-19-978154-6. Процитовано 21 лютого 2023.

- Kyle, Donald G. (2014). Sport and Spectacle in the Ancient World. Ancient Cultures ; v.4 (вид. 2nd). Chichester, West Sussex, UK: John Wiley and Sons, Inc. ISBN 978-1-118-61380-1.

- Laver, James (1998). Dress | clothing. Encyclopædia Britannica. Процитовано 10 грудня 2020.

- Lee, Mireille M. (2015). Other "Ways of Seeing": Female Viewers of the Knidian Aphrodite. Helios. 42 (1): 103—122. doi:10.1353/hel.2015.0006. ISSN 1935-0228. S2CID 162147069. Процитовано 24 березня 2021.

- Livingstone, E. A., ред. (2013). The Concise Oxford Dictionary of the Christian Church (вид. 3). Oxford University Press. ISBN 9780199659623.

- Mark, Joshua J. (27 березня 2017). Fashion and Dress in Ancient Egypt. Ancient History Encyclopedia.

- Mertz, Barbara (1990). Red Land, Black Land: Daily Life in Ancient Egypt. Peter Bedrick Books. ISBN 9780872262225.

- Minoan Dress. Encyclopedia of Fashion. Процитовано 16 серпня 2017.

- Mouratidis, John (1985). The Origin of Nudity in Greek Athletics. Journal of Sport History. 12 (3): 213—232. ISSN 0094-1700. JSTOR 43609271.

- Olson, Kelly C. (1999). Fashioning the Female in Roman Antiquity (Дипломна робота PhD). United States -- Illinois: The University of Chicago.

- Pasco-Pranger, Molly (1 жовтня 2019). With the Veil Removed: Women's Public Nudity in the Early Roman Empire. Classical Antiquity. 38 (2): 217—249. doi:10.1525/ca.2019.38.2.217. ISSN 0278-6656. S2CID 213818509.

- Poliakoff, Michael (1993). 'They Should Cover Their Shame': Attitudes Toward Nudity in Greco-Roman Judaism. Source: Notes in the History of Art. 12 (2): 56—62. doi:10.1086/sou.12.2.23202936. ISSN 0737-4453. S2CID 193095954. Процитовано 21 січня 2022.

- Pollock, Susan; Bernbeck, Reinhard (2000). And They Said, Let Us Make Gods in Our Image:: Gendered Ideologies in Ancient Mesopotamia. У Rautman, Alison E. (ред.). Reading the Body. Representations and Remains in the Archaeological Record. University of Pennsylvania Press. с. 150—164. ISBN 978-0-8122-3521-0. JSTOR j.ctv512z16.17. Процитовано 30 квітня 2021.

- Potter, David (2012). The Victor's Crown a History of Ancient Sport from Homer to Byzantium. Oxford: Oxford University Press. ISBN 978-1-283-34915-4.

- Reid, Heather (1 жовтня 2020). Heroic Parthenoi and the Virtues of Independence: A Feminine Philosophical Perspective on the Origins of Women's Sport. Sport, Ethics and Philosophy. 14 (4): 511—524. doi:10.1080/17511321.2020.1756903. ISSN 1751-1321. S2CID 219462673. Процитовано 26 березня 2021.

- Richlin, A. (2002). L. K. McClure (ред.). Pliny's Brassiere. Sexuality and Gender in the Classical World: Readings and Sources. Oxford: Blackwell Publishers Ltd: 225—256. doi:10.1002/9780470756188.ch8. ISBN 9780470756188.

- Roth, Ann Macy (2021). Father Earth, Mother Sky: Ancient Egyptian Beliefs About Conception and Fertility. Reading the Body: Representation and Remains in the Archaeological Record. University of Pennsylvania Press. с. 187—201. ISBN 9780812235210. JSTOR j.ctv512z16.19.

- Satlow, Michael L. (1997). Jewish Constructions of Nakedness in Late Antiquity. Journal of Biblical Literature. 116 (3): 429—454. doi:10.2307/3266667. ISSN 0021-9231. JSTOR 3266667.

- Schäfer, Peter (2003). The History of the Jews in the Greco-Roman World. Psychology Press. ISBN 978-0-415-30585-3.

- Sharrock, Allison R. (2002). Looking at Looking: Can You Resist a Reading?. У David Fredrick (ред.). The Roman Gaze: Vision, Power, and the Body. JHU Press. ISBN 978-0-8018-6961-7.

- Silverman, Eric (2013). A Cultural History of Jewish Dress. A&C Black. ISBN 978-0-857-85209-0. У П'ятикнижжі Мойсея... чітко зазначено, що євреї повинні дотримуватися певного дрес-коду - скромності, наприклад, і бахроми. Одяг також слугував "огорожею", яка захищала євреїв від нецензурної лексики та бруду неєврейського суспільства, в якому вони мешкали. З цієї точки зору, євреї одягалися виразно, як Божі обранці.

- Stevenson, Tom (1998). The 'Problem' with Nude Honorific Statuary and Portraits in Late Republican and Augustan Rome. Greece & Rome. 45 (1): 45—69. doi:10.1093/gr/45.1.45. ISSN 0017-3835. JSTOR 643207. Процитовано 29 листопада 2019.

- Sutton, Robert F. (1 січня 2009). Female Bathers and the Emergence of the Female Nude in Greek Art. Brill. ISBN 978-90-474-2703-2.

- Sweet, Waldo E. (1987). Sport and Recreation in Ancient Greece: A Sourcebook with Translations. Oxford University Press. ISBN 978-0-19-536483-5.

- Tierney, Tom (1999). Ancient Egyptian Fashions. Mineola, NY: Dover. ISBN 978-0-486-40806-4.

- Veyne, Paul, ред. (1987). A History of Private Life: From Pagan Rome to Byzantium. Т. 1 of 5. Cambridge, Mass: Belknap Press of Harvard University Press. ISBN 9780674399747.

- Villing, Alexandra (2010). The Ancient Greeks: Their Lives and Their World. Getty Publications. ISBN 978-0-89236-985-0.

- Williams, Craig A. (31 грудня 2009). Roman Homosexuality (вид. 2). Oxford University Press. ISBN 978-0-19-974201-1.

- Younger, John (2004). Sex in the Ancient World from A to Z. Routledge. ISBN 978-1-134-54702-9.

- Zanker, Paul (1990). The Power of Images in the Age of Augustus. University of Michigan Press. ISBN 0-472-08124-1.

##### Класика
- Cicero (1877). Tusculan Disputations 4.33.70. Переклад: Yonge, C. D. New York: Harper & Brothers. Процитовано 23 квітня 2021. Засудження цього злочину належить тим, хто оголені тіла першими виставляє на загальний огляд. - Енній

- Cicero (1927). Tusculan Disputations. Loeb Classical Library 141. Т. XVIII. Переклад: J. E. King. doi:10.4159/DLCL.marcus_tullius_cicero-tusculan_disputations.1927.

- Clement of Alexandria (n.d.). Protrepticus 4.50. Процитовано 23 квітня 2021.

- Juvenal (1918a). Satires 2. Переклад: Ramsay, G. G. Процитовано 23 квітня 2021.

- Juvenal (1918b). Satires 8. Переклад: Ramsay, G. G. Процитовано 23 квітня 2021.

- Plato (1925). Symposium 182c. Переклад: Fowler, Harold N. Cambridge, MA: Harvard University Press. Процитовано 23 квітня 2021.

- Plutarch (1914). Life of Cato 20.5. Процитовано 23 квітня 2021.

- Plutarch (n.d.). Lycurgus. The Internet Classics Archive. Переклад: Dryden, John. Процитовано 16 серпня 2017.

- Polybius (n.d.). Histories II.28. uchicago.edu. Процитовано 23 квітня 2021.

#### Посткласика та ранній модерн
- al-Qaradawi, Yusuf (11 жовтня 2013). The Lawful and the Prohibited in Islam: الحلال والحرام في الإسلام. The Other Press. ISBN 978-967-0526-00-3.

- Andrews, Jonathan (2007a). The (un)dress of the mad poor in England, c.1650—1850. Part 1 (PDF). History of Psychiatry. 18 (1): 005—24. doi:10.1177/0957154X07067245. ISSN 0957-154X. PMID 17580751. S2CID 25516218.

- Andrews, Jonathan (2007b). The (un)dress of the mad poor in England, c.1650-1850. Part 2 (PDF). History of Psychiatry. 18 (2): 131—156. doi:10.1177/0957154X06067246. ISSN 0957-154X. PMID 18589927. S2CID 5540344.

- Archibald, Elizabeth (2012). Bathing, Beauty and Christianity in the Middle Ages. Insights. 5 (1): 17.

- Dress – The Middle East from the 6th Century. Encyclopædia Britannica. Процитовано 21 грудня 2019.

- Brundage, James A. (15 лютого 2009). Law, Sex, and Christian Society in Medieval Europe. University of Chicago Press. ISBN 978-0-226-07789-5.

- Burke, Jill (2013). Nakedness and Other Peoples: Rethinking the Italian Renaissance Nude. Art History. 36 (4): 714—739. doi:10.1111/1467-8365.12029. hdl:20.500.11820/44d4da81-8b9c-4340-9cd5-b08c4ebeacc1. ISSN 0141-6790.

- Byrd, Steven (2012). Calunga and the Legacy of an African Language in Brazil. UNM Press. с. 38. ISBN 9780826350862.

- Byrde, Penelope (1987). 'That Frightful Unbecoming Dress' Clothes for Spa Bathing at Bath. Costume. 21 (1): 44—56. doi:10.1179/cos.1987.21.1.44.

- Chughtai, A.S. Ibn Battuta – The Great Traveller. Архів оригіналу за 13 березня 2012.

- Classen, Albrecht (2008). The Cultural Significance of Sexuality in the Middle Ages, the Renaissance, and Beyond. У Classen, Albrecht (ред.). Sexuality in the Middle Ages and the Early Modern Times. Berlin: Walter de Gruyter. ISBN 9783110209402.

- DeForest, Dallas (2013). Baths and Public Bathing Culture in Late Antiquity, 300-700 (PhD). United States: The Ohio State University. ProQuest 2316003596. Процитовано 28 березня 2021.

- Duby, Georges; Veyne, Paul, ред. (1988). Revelations of the Medieval World. A History of Private Life. Т. II. Cambridge, Mass: Belknap Press of Harvard University Press. ISBN 0-674-39976-5.

- Duby, Georges; Veyne, Paul, ред. (1989). Passions of the Renaissance. A History of Private Life. Т. III. Переклад: Arthur Goldhammer. Cambridge, Mass: Belknap Press of Harvard University Press. ISBN 0-674-39977-3.

- Modern History Sourcebook: Women Miners in English Coal Pits. Fordham University. Процитовано 9 листопада 2019.

- Kawano, Satsuki (2005). Japanese Bodies and Western Ways of Seeing in the Late Nineteenth Century. У Masquelier, Adeline (ред.). Dirt, Undress, and Difference: Critical Perspectives on the Body's Surface. Bloomington: Indiana University Press. ISBN 978-0-253-21783-7.

- Lerner, Robert E. (1972). The Heresy of the Free Spirit in the Later Middle Ages. Berkeley, CA: University of California Press.

- Lindsay, James E. (2005). Daily Life in the Medieval Islamic World. Daily Life through History. Westport, Conn: Greenwood Press.

- Miles, Margaret R.; Lyon, Vanessa (2008). A Complex Delight: The Secularization of the Breast, 1350-1750. University of California Press. ISBN 978-0520253483.

- Walsh, Casey (9 березня 2018). Virtuous Waters: Mineral Springs, Bathing, and Infrastructure in Mexico. Bathing and Domination in the Early Modern Atlantic World. University of California Press. с. 15—33. doi:10.1525/9780520965393-004. ISBN 978-0-520-96539-3. S2CID 243754145. Процитовано 28 березня 2021.

- Did people in the Middle Ages take baths?. Medievalists.net. 13 квітня 2013. Процитовано 27 жовтня 2019.

#### Колоніалізм
- Bastian, Misty L (2005). The Naked and the Nude: Historically Multiple Meanings of Oto (Undress) in Southeastern Nigeria. У Masquelier, Adeline (ред.). Dirt, Undress, and Difference: Critical Perspectives on the Body's Surface. Bloomington: Indiana University Press. ISBN 978-0-253-21783-7.

- Bentley, Jerry H. (1993). Old World Encounters: Cross-Cultural Contacts and Exchanges in Pre-Modern Times. New York: Oxford University Press. ISBN 978-0-19-507639-4.

- Hansen, Karen Tranberg (2004). The World in Dress: Anthropological Perspectives on Clothing, Fashion, and Culture. Annual Review of Anthropology. 33: 369—392. doi:10.1146/annurev.anthro.33.070203.143805. ISSN 0084-6570. ProQuest 199841144.

- Hutnyk, John (1 липня 1990). Comparative Anthropology and Evans-Pritchard's Nuer Photography. Critique of Anthropology. 10 (1): 81—102. doi:10.1177/0308275X9001000105. ISSN 0308-275X. S2CID 145594464.

- Jacobus X (1937). Untrodden fields of anthropology: by Dr. Jacobus(pseud.); based on the diaries of his thirty years' practice as a French government army-surgeon and physician in Asia, Oceania, America, Africa, recording his experiences, experiments and discoveries in the sex relations and the racial practices of the arts of love in the sex life of the strange peoples of four continents. Т. 2. New York: Falstaff Press.

- Levine, Philippa (1 березня 2017). Naked Natives and Noble Savages: The Cultural Work of Nakedness in Imperial Britain. У Crosbie, Barry; Hampton, Mark (ред.). The Cultural Construction of the British World. Manchester University Press. ISBN 978-1-78499-691-8.

- Olesen, Jan (2009). 'Mercyfull Warres Agaynst These Naked People': The Discourse of Violence in the Early Americas. Canadian Review of American Studies. 39 (3): 253—72. doi:10.3138/cras.39.3.253.

- Masquelier, Adeline Marie (2005a). Dirt, Undress, and Difference Critical Perspectives on the Body's Surface. Bloomington: Indiana University Press. ISBN 0253111536.

- Meredith, Martin (2014). Fortunes of Africa: A 5,000 Year History of Wealth, Greed and Endeavour. Simon and Schuster. с. 72. ISBN 9781471135460.

- Miyoshi, Masao (2005). As We Saw Them: The First Japanese Embassy to the United States. Paul Dry Books. ISBN 978-1-58988-023-8.

- Stevens, Scott Manning (2003). New World Contacts and the Trope of the 'Naked Savage. У Elizabeth D. Harvey (ред.). Sensible Flesh: On Touch in Early Modern Culture. University of Pennsylvania Press. с. 124—140. ISBN 9780812293630.

- Strachey, William (1849) [composed c. 1612]. The Historie of Travaile into Virginia Britannia. London: Hakluyt Society. с. 65. Процитовано 5 січня 2019.

- Tallie, T. J. (2016). Sartorial Settlement: The Mission Field and Transformation in Colonial Natal, 1850-1897. Journal of World History. 27 (3): 389—410. doi:10.1353/jwh.2016.0114. ISSN 1045-6007. S2CID 151700116.

- Tcherkézoff, Serge (2008). Sacred Cloth and Sacred Women. on Cloth, Gifts and Nudity in Tahitian First Contacts:: A Culture of 'Wrapping-In'. First Contacts in Polynesia. The Samoan Case (1722-1848) Western Misunderstandings about Sexuality and Divinity. ANU Press. с. 159—186. ISBN 978-1-921536-01-4. JSTOR j.ctt24h2mx.15.

- Vincent, Susan (2013). From the Cradle to the Grave: Clothing and the early modern body. У Sarah Toulalan & Kate Fisher (ред.). The Routledge History of Sex and the Body: 1500 to the Present. Routledge. ISBN 978-0-415-47237-1.

- Wiener, Margaret (2005). Breasts. (Un)Dress, and Modernist Desires in Balinese-Tourist Encounter. У Masquelier, Adeline (ред.). Dirt, Undress, and Difference: Critical Perspectives on the Body's Surface. Indiana University Press. ISBN 978-0-253-21783-7.

- Zamora, Margarita (1990). Abreast of Columbus: Gender and Discovery. Cultural Critique (17): 127—149. doi:10.2307/1354142. ISSN 0882-4371. JSTOR 1354142.

#### Пізній модерн і сучасність
- Adiv, Naomi (2015). Paidia meets Ludus: New York City Municipal Pools and the Infrastructure of Play. Social Science History. 39 (3): 431—452. doi:10.1017/ssh.2015.64. ISSN 0145-5532. S2CID 145107499. ProQuest 1986368839.

- Andreatta, David (22 вересня 2017). When boys swam nude in gym class. Democrat and Chronicle.

- Booth, Douglas (1997). Nudes in the Sand and Perverts in the Dunes. Journal of Australian Studies. 21 (53): 170—182. doi:10.1080/14443059709387326. ISSN 1444-3058.

- Brecher, W. Pucl (2018). Contested Utopias. Asian Ethology. 77 (1/2): 33—56. JSTOR 26604832.

- Cohen, Beth (2003). Divesting the Female Breast of Clothes in Classical Sculpture. У Ann Olga Koloski-Ostrow; Claire L. Lyons (ред.). Naked Truths: Women, Sexuality and Gender in Classical Art and Archaeology. Routledge. ISBN 978-1-134-60386-2.

- Darcy, Jane (3 липня 2020). Promiscuous throng: The 'indecent' manner of sea-bathing in the nineteenth century. TLS. Times Literary Supplement (6118): 4—6. ISSN 0307-661X. Gale A632220975.

- Dickinson, Edward Ross (1 січня 2011). Must We Dance Naked?; Art, Beauty, and Law in Munich and Paris, 1911-1913. Journal of the History of Sexuality. Gale A247037121.

- Dillinger, Hannah (28 квітня 2019). When Boys Swam Naked. Greenwich. Associated Press. Процитовано 19 листопада 2019.

- Downs, James F. (1 грудня 1990). Nudity in Japanese Visual Media: A Cross-Cultural Observation. Archives of Sexual Behavior. 19 (6): 583—594. doi:10.1007/BF01542467. ISSN 0004-0002. PMID 2082862. S2CID 45164858. Процитовано 25 липня 2019.

- Eng, Monica (10 вересня 2017). Baring It All: Why Boys Swam Naked in Chicago Schools. WBEZ.

- Farrow, Abbie (16 лютого 2016). The History of Men's Swimwear. Simply Swim UK. Процитовано 18 грудня 2020.

- Gage, Stephen (1926). Swimming Pools and Other Public Bathing Places. American Journal of Public Health. 16 (12): 1186—1201. doi:10.2105/AJPH.16.12.1186. PMC 1321491. PMID 18012021.

- Hashim, Yusuf (24 вересня 2014). Fresh Blood Anyone ? Breakfast with the Suris of Surma in Ethiopia. PhotoSafari. Архів оригіналу за 15 квітня 2021. Процитовано 9 квітня 2022.

- Holson, Laura M. (31 серпня 2018). How Burning Man Has Evolved Over Three Decades. The New York Times. Процитовано 27 листопада 2020.

- Horwood, Catherine (1 грудня 2000). 'Girls who arouse dangerous passions': women and bathing, 1900-39. Women's History Review. 9 (4): 653—673. doi:10.1080/09612020000200265. ISSN 0961-2025. S2CID 142190288.

- Krüger, A.; Krüger, F.; Treptau, S. (2002). Nudism in Nazi Germany: Indecent Behaviour or Physical Culture for the Well-Being of the Nation. The International Journal of the History of Sport. 19 (4): 33—54. doi:10.1080/714001799. S2CID 145116232.

- Layng, Anthony (1998). Confronting the Public Nudity Taboo. USA Today Magazine. Т. 126, № 2634. с. 24.

- LeValley, Paul (2017). Nude Swimming in School. Nude & Natural. Т. 37, № 1. Процитовано 17 грудня 2019.

- McCombs, Phil (22 листопада 1996). Kids in the Locker Room Discomfort Over Mixed Nudity at the Y. The Washington Post. ISSN 0190-8286. Процитовано 12 жовтня 2020.

- McShane, Ian (2009). The Past and Future of Local Swimming Pools. Journal of Australian Studies. 33 (2): 195—208. doi:10.1080/14443050902883405. S2CID 153913329.

- Manaev, Georgy; Chalyan, Daniel (14 травня 2018). How Sexual Revolution Exploded (and Imploded) across 1920s Russia.

- Mann, Channing (1963). Swimming Classes in Elementary Schools on a City-Wide Basis. Journal of Health, Physical Education, Recreation. 34 (5): 35—36. doi:10.1080/00221473.1963.10621677.

- Markowitz, Eric (29 квітня 2014). Until Fairly Recently, The YMCA Actually Required Swimmers To Be Nude. Vocativ. Архів оригіналу за 19 серпня 2019. Процитовано 25 квітня 2021.

- Miller, Timothy (1999). The 60s communes: hippies and beyond. Syracuse, NY: Syracuse University Press. ISBN 978-0-8156-2811-8.

- Nootbaar, Julie Joy (2011). Japan in the Bath: The Significance of Bathing in Japanese Culture, With Observations by Euro-American Visitors From the Late 19th Century to Today. Japan Studies Association Journal. 9: 75—89. ISSN 1530-3527.

- Peeters, Evert (2006). Authenticity and Asceticism: Discourse and Performance in Nude Culture and Health Reform in Belgium, 1920-1940. Journal of the History of Sexuality. 15 (3): 432—461. doi:10.1353/sex.2007.0020. ISSN 1043-4070. PMID 19238766. S2CID 8777862. Процитовано 20 січня 2022.

- Perkin, H. J. (1 червня 1976). The 'Social Tone' of Victorian Seaside Resorts in the North-West. Northern History. 11 (1): 180—194. doi:10.1179/nhi.1976.11.1.180. ISSN 0078-172X.

- Perrot, Michelle, ред. (1990). From the Fires of Revolution to the Great War. A History of Private Life. Переклад: Arthur Goldhammer. Cambridge, Mass: Belknap Press of Harvard University Press. ISBN 0-674-39978-1.

- Posner, Richard A.; Silbaugh, Katharine B. (1996). A Guide to America's Sex Laws. University of Chicago Press. ISBN 9780226675640.

- Prost, Antoine; Vincent, Gérard, ред. (1991). Riddles of Identity in Modern Times. A History of Private Life. Т. V. Переклад: Arthur Goldhammer. Cambridge, Mass: Belknap Press of Harvard University Press. ISBN 0-674-39979-X.

- Rasmussen, Susan J. (2013). Re-Casting the Veil: Situated Meanings of Covering. Culture & Psychology. 19 (2): 237—58. doi:10.1177/1354067X13478989. S2CID 145365720.

- Rogers, Elizabeth Lindsey (22 вересня 2017). Public Swim. Prairie Schooner. 91 (3): 104—121. ISSN 0032-6682. Gale A508103390.

- Scheuch, Manfred (2004). Nackt; Kulturgeschichte eines Tabus im 20. Jahrhundert [Nudity: A Cultural History of a taboo in the 20th century] (нім.). Vienna: Christian Brandstätter Verlag. ISBN 978-3-85498-289-0.

- Senelick, Richard (3 лютого 2014). Men, Manliness, and Being Naked Around Other Men. The Atlantic.

- Siegelbaum, Lewis H. (1992). Soviet State and Society Between Revolutions, 1918-1929. Cambridge University Press. ISBN 978-0-521-36987-9.

- Sinkkonen, Jari (2013). The Land of Sauna, Sisu, and Sibelius – An Attempt at a Psychological Portrait of Finland. International Journal of Applied Psychoanalytic Studies. 10 (1): 49—52. doi:10.1002/aps.1340.

- Smithers, Rebecca (21 грудня 1999). Curtains for schools' communal showers. The Guardian.

- Stanton, Martin (1983). Sea Bathing at Margate. History Today. 33 (7): 21—25. ISSN 0018-2753. PMID 11620189.

- Sterba, James (3 вересня 1974). Nudity Increases in America. The New York Times.

- Toepfer, Karl Eric (1997). Empire of Ecstasy: Nudity and Movement in German Body Culture, 1910-1935. University of California Press. ISBN 9780520918276.

- Vreeland, Diana (1970). Beauty Bulletin: The Black Monokini. Vogue. Т. 156, № 9. с. 152—153. ISSN 0042-8000. Процитовано 27 квітня 2021.

- Weaver, Fran (8 жовтня 2010). Seeking the real Finnish Sauna. This is Finland. Процитовано 7 жовтня 2011.

- White, Cameron (1 липня 2007). "Save Us from the Womanly Man": The Transformation of the Body on the Beach in Sydney, 1810 to 1910. Men and Masculinities. 10 (1): 22—38. doi:10.1177/1097184X07299328. ISSN 1097-184X. S2CID 145064720.

- Williams, Marilyn Thornton (1991). Zane L. Miller; Henry D. Shapiro (ред.). Washing 'The Great Unwashed' Public Baths in Urban America, 1840–1920. Urban Life and Urban Landscape Series. Columbus: Ohio State University Press.

- Wiltse, Jeffrey (2003). Contested waters: A History of Swimming Pools in America. ProQuest Dissertations & Theses Global. ProQuest 305343056.

- Wright, Ellen (3 липня 2015). Spectacular Bodies: The Swimsuit, Sexuality and Hollywood. Sport in History. 35 (3): 441—463. doi:10.1080/17460263.2015.1072578. hdl:2086/11217. ISSN 1746-0263. S2CID 162727186.

- Male Nude Swimming. Historical Archives – Male Nude Swimming. Процитовано 8 листопада 2019.

- Nudism. Grinnell University: Subcultures and Sociology. Процитовано 17 листопада 2019.

- Young Swimmers in Championships. The New York Times. 18 квітня 1909. с. 30. Процитовано 17 листопада 2015 — через Newspaper Archive.

### Подальше читання
- Beidelman, T. O. (2012). Some Nuer Notions of Nakedness, Nudity, and Sexuality. Africa. 38 (2): 113—131. doi:10.2307/1157242. ISSN 0001-9720. JSTOR 1157242. S2CID 144426073.
- Gill, Gordon (1995). Recreational Nudity and the Law: Abstracts of Cases. Dr. Leisure. ISBN 978-1-887471-01-5.
- Robinson, Julian (1988). Body packaging: a guide to human sexual display. Elysium Growth Press. ISBN 9781555990275.
- Rouche, Michel, "Private life conquers state and society", in A History of Private Life vol I, Paul Veyne, editor, Harvard University Press 1987 ISBN 0-674-39974-9